# Beauvais
Pour les articles homonymes, voir Beauvais (homonymie).
Beauvais est une commune française, ville-préfecture du département de l'Oise au sein de la région culturelle et historique de Picardie, et administrative Hauts-de-France.
Elle se situe sur le plateau picard, au nord du Bassin parisien et sur les rives du Thérain, affluent de l'Oise. Ses habitants sont appelés les Beauvaisiens.
Elle a donné son nom au pays traditionnel du Beauvaisis, qui est historiquement un pays de Picardie dont elle est la ville principale. Sous l'Ancien Régime, l'évêque-comte de Beauvais figurait parmi les Douze pairs primitifs de France.
La fusion de communes menée à la fin de la Seconde Guerre mondiale, qui a permis une reconstruction et une urbanisation des plateaux, a conforté Beauvais dans sa dynamique démographique positive. Ainsi, au dernier recensement de population, en 2021, Beauvais était la commune la plus peuplée du département de l'Oise - et la huitième au niveau régional, comptant 55 906 habitants. L'unité urbaine dont elle est la ville-centre, l'unité urbaine de Beauvais, est la troisième du département en nombre d'habitants, après celles de Creil et de Compiègne.
Beauvais est célèbre pour sa cathédrale d'architecture gothique, encore inachevée à ce jour puisqu'elle ne possède pas de nef, mais au chœur gothique (ou art français) le plus haut du monde, typique de l'apogée de cet art en France. La plupart des œuvres de la cathédrale datent du XVIIe siècle.
Depuis le conseil municipal extraordinaire du 9 septembre 2022, qui a fait suite à la démission de Caroline Cayeux de ses fonctions de maire de Beauvais,, le premier magistrat de la ville est Franck Pia,, par ailleurs 1er vice-président du conseil départemental de l'Oise. Quant à la communauté d'agglomération du Beauvais, elle est toujours présidée par Caroline Cayeux.
Depuis les élections législatives anticipées de juin-juillet 2024, les deux députés de Beauvais sont Claire Marais-Beuil et Philippe Ballard, la première étant élue dans la 1ère circonscription de l'Oise et le second dans la 2ème.

## Géographie

### Emplacement géographique
Beauvais est une commune urbaine située à l'ouest du département de l'Oise et au sud-ouest de la région administrative des Hauts-de-France. Avant la réforme territoriale de 2015, elle faisait partie de l'ancienne région administrative de Picardie. À vol d'oiseau, elle est située à 150 km au sud de Lille, capitale administrative de la région Hauts-de-France, 53 km au sud d'Amiens, capitale administrative de l'ancienne région Picardie, 54 km à l'ouest de Compiègne, deuxième plus grande ville du département de l'Oise, et 68 km au nord de Paris, capitale de la France.
Ville de taille moyenne comptant plus de 50 000 habitants, Beauvais est la ville-centre de son aire urbaine et de son aire d'attraction, qui compte 162 communes,.

### Communes limitrophes
Les communes limitrophes sont Troissereux, Allonne, Fouquenies, Goincourt, Le Mont-Saint-Adrien, Saint-Martin-le-Nœud, Therdonne, Tillé et Aux Marais.

### Hydrographie

#### Réseau hydrographique
La commune est située dans le bassin Seine-Normandie. Elle est drainée par la rivière de Saint-Just, la rivière de Saint-Quentin, le Thérain, l'Avelon, la Liovette, le canal 01 de la commune de Fouquenies, le canal 01 de Saint-Lucien, le canal du Chemin de Savignies, le canal du Plan d'Eau du Canada, le Wage et un autre petit cours d'eau,.
La ville s'étend au pied de collines boisées, sur les rives du Thérain, au confluent de l'Avelon 23 km, de la Liovette 9 km, dans une ancienne région marécageuse. Le Wage 3 km est un petit ruisseau prenant source à Beauvais, qui conflue avec le Thérain, en rive gauche à Wagicourt dans la commune de Therdonne, à un kilomètre au sud-est de la commune. Le ru de Berneuil 12 km, que traverse l'autoroute A16, conflue aussi au sud-est de Beauvais, à moins d'un kilomètre, en rive droite du Thérain à Allonne. Le Plan d'eau du Canada, au nord-ouest de Beauvais, fait suite aux étangs de la vallée du Thérain.
Le Thérain, d'une longueur de 94 km, prend sa source dans la commune de Gaillefontaine et se jette  dans l'Oise à Saint-Leu-d'Esserent, après avoir traversé 43 communes. Les caractéristiques hydrologiques du Thérain sont données par la station hydrologique située sur le territoire de la commune. Le débit moyen mensuel est de 5,45 m3/s. Le débit moyen journalier maximum est de 37 m3/s, atteint lors de la crue du 22 mars 2001. Le débit instantané maximal est quant à lui de 39,8 m3/s, atteint le 25 mars 2001.
L'Avelon, d'une longueur de 23 km, prend sa source dans la commune de Senantes et se jette dans la rivière de Saint-Just à Beauvais, après avoir traversé onze communes. Les caractéristiques hydrologiques de l'Avelon sont données par la station hydrologique située sur le territoire de la commune. Le débit moyen mensuel est de 1,02 m3/s. Le débit moyen journalier maximum est de 15,5 m3/s, atteint lors de la crue du 22 juin 2021. Le débit instantané maximal est quant à lui de 22,7 m3/s, atteint le même jour.

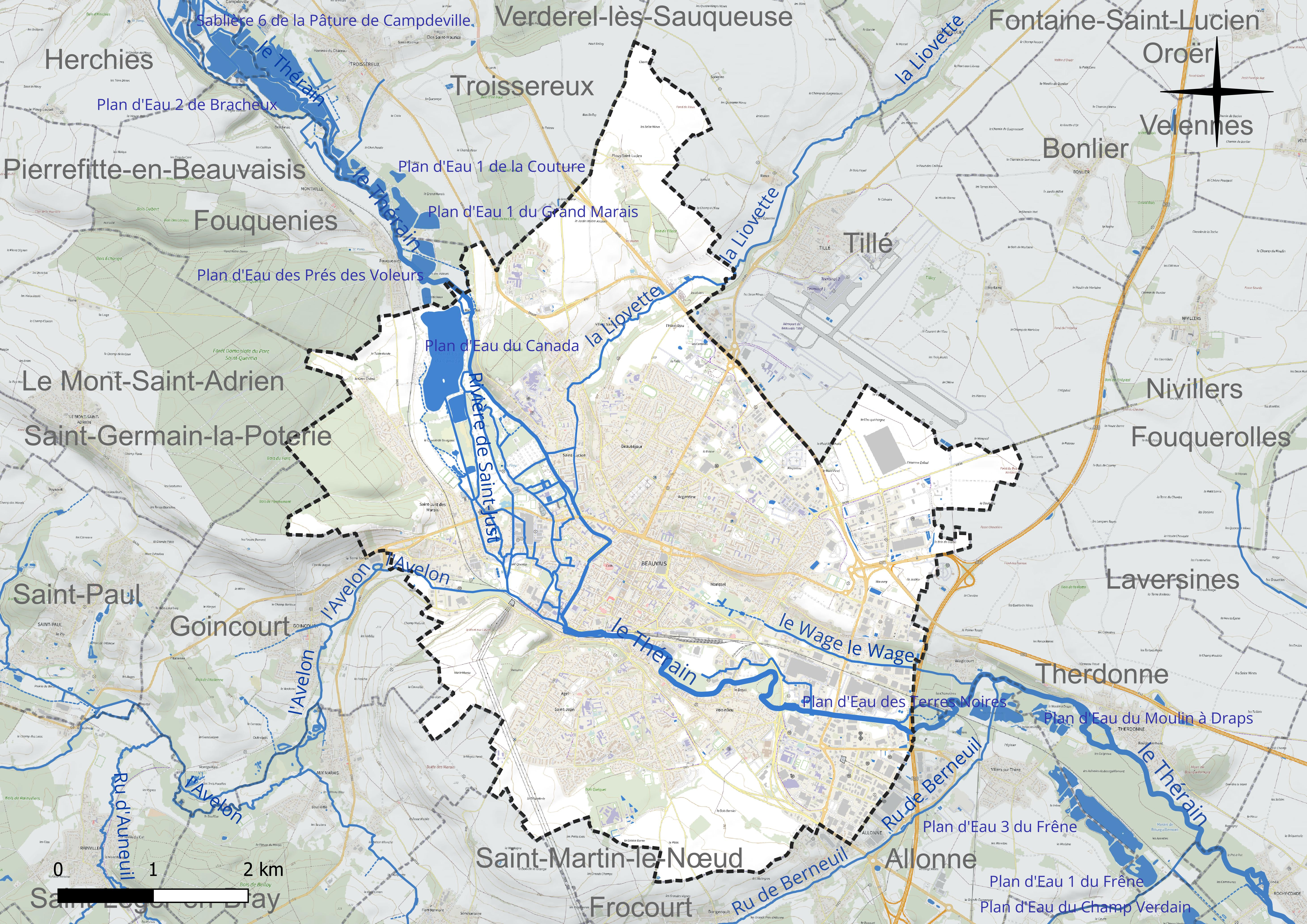
Réseau hydrographique de Beauvais.

Deux plans d'eau complètent le réseau hydrographique : le plan d'eau du Canada (36,4 ha) et le plan d'eau du Chemin de Savignies (4 ha),.

#### Gestion et qualité des eaux
Le territoire communal est couvert par le schéma d'aménagement et de gestion des eaux (SAGE) « Sensée ». Ce document de planification concerne un territoire de 1 219 km2 de superficie, délimité par le bassin versant du Thérain. Le périmètre a été arrêté le 27 janvier 2023 et le SAGE proprement dit est, en 2024, en cours d'élaboration. La structure porteuse de l'élaboration et de la mise en œuvre est le syndicat intercommunal de la Vallée du Thérain (SIVT).
La qualité des cours d'eau peut être consultée sur un site dédié géré par les agences de l'eau et l'Agence française pour la biodiversité.

### Climat
La ville bénéficie d'un climat océanique dégradé (du fait de l'éloignement de la mer, située à 90 km à vol d'oiseau, au niveau du Tréport).
Les collines du pays de Bray protègent Beauvais des précipitations. Les quantités de pluie sont plus faibles que la moyenne nationale, mais la fréquence y est plus élevée. Le brouillard est souvent présent. Le département subit 41 jours de vent en moyenne par an, venant généralement d'ouest ou du sud-ouest,. Les quatre mois de juin, juillet, août et septembre connaissent en moyenne des températures maximales supérieures à 20 °C.
| Mois                                             | jan.          | fév.          | mars          | avril        | mai          | juin         | jui.         | août        | sep.         | oct.         | nov.          | déc.          | année      |
| ------------------------------------------------ | ------------- | ------------- | ------------- | ------------ | ------------ | ------------ | ------------ | ----------- | ------------ | ------------ | ------------- | ------------- | ---------- |
| Température minimale moyenne (°C)                | 1             | 0,9           | 3             | 4,5          | 8            | 10,8         | 12,9         | 12,8        | 10,2         | 7,6          | 3,9           | 1,5           | 6,5        |
| Température moyenne (°C)                         | 3,6           | 4,1           | 7,1           | 9,4          | 13,1         | 16           | 18,4         | 18,3        | 15,2         | 11,5         | 7             | 4             | 10,7       |
| Température maximale moyenne (°C)                | 6,3           | 7,3           | 11,1          | 14,3         | 18,2         | 21,2         | 23,9         | 23,9        | 20,2         | 15,5         | 10,1          | 6,6           | 14,9       |
| Record de froid (°C) date du record              | −19,7 28.1954 | −16,8 14.1956 | −12,1 13.2013 | −6,9 06.2021 | −2,4 03.2021 | 1,2 05.1991  | 3,6 08.1954  | 3,9 28.1974 | −0,5 20.1952 | −5 28.2003   | −10,9 25.1956 | −15,7 21.1946 | −19,7 1954 |
| Record de chaleur (°C) date du record            | 15,6 27.2003  | 20,4 24.1990  | 24,8 31.2021  | 28,4 18.1949 | 31,2 25.1953 | 36,9 27.2011 | 41,6 25.2019 | 39 06.2003  | 34,8 15.2020 | 28,2 01.2011 | 20,2 01.2014  | 17 07.2000    | 41,6 2019  |
| Ensoleillement (h)                               | 65,2          | 76,7          | 124           | 171,5        | 198,9        | 211,8        | 217,4        | 210,1       | 162          | 112,2        | 66,9          | 52,6          | 1 669,4    |
| Précipitations (mm)                              | 57,5          | 45,5          | 53,4          | 48,6         | 58,9         | 57,1         | 54           | 51,7        | 54,2         | 63,8         | 56,1          | 68,6          | 669,4      |
| dont nombre de jours avec précipitations ≥ 1 mm  | 11,2          | 9,2           | 10,6          | 9,7          | 10,2         | 8,5          | 8,3          | 7,5         | 8,6          | 10,3         | 10,9          | 11,8          | 116,9      |
| dont nombre de jours avec précipitations ≥ 5 mm  | 4,4           | 3,6           | 3,9           | 3,7          | 4,1          | 4            | 3,7          | 3,2         | 3,4          | 4,2          | 3,9           | 4,8           | 46,9       |
| dont nombre de jours avec précipitations ≥ 10 mm | 1,3           | 0,8           | 0,9           | 1            | 1,5          | 1,8          | 1,8          | 1,4         | 1,6          | 1,9          | 1,3           | 1,9           | 17         |
| Nombre de jours avec neige                       | 3,6           | 4,3           | 1,9           | 0,8          | 0            | 0            | 0            | 0           | 0            | 0            | 1,1           | 2,6           | 14,3       |
| Nombre de jours avec grêle                       | 0,1           | 0,1           | 0,2           | 0,2          | 0,4          | 0,1          | 0            | 0           | 0            | 0,2          | 0             | 0,1           | 1,4        |
| Nombre de jours d'orage                          | 0,1           | 0,2           | 0,4           | 1,3          | 3,3          |              | 3,3          | 3,3         | 1,2          | 0,7          | 0,1           | 0,3           |            |
| Nombre de jours avec brouillard                  | 5,4           | 4,4           | 3,1           | 2,4          | 2,7          | 1,9          | 1,8          | 3,2         | 4,5          | 6,2          | 6             | 5,9           | 47,4       |

| Ville             | Ensoleillement · (h/an) | Pluie · (mm/an) | Neige · (j/an) | Brouillard · (j/an) |
| ----------------- | ----------------------- | --------------- | -------------- | ------------------- |
| Médiane nationale | 1 852                   | 835             | 16             | 50                  |
| Beauvais          | 1 669                   | 669             | 14             | 47                  |
| Paris             | 1 717                   | 634             | 13             | 26                  |
| Nice              | 2 760                   | 791             | 1              | 2                   |
| Strasbourg        | 1 747                   | 636             | 26             | 69                  |
| Brest             | 1 555                   | 1 230           | 6              | 78                  |
| Bordeaux          | 2 070                   | 987             | 3              | 78                  |

## Urbanisme

### Typologie
Au 1er janvier 2024, Beauvais était classée "centre urbain intermédiaire" par l'INSEE, selon sa nouvelle grille communale de densité à sept niveaux définie en 2022.
Beauvais est la ville-centre de la communauté d'agglomération du Beauvaisis, établissement public de coopération intercommunale (EPIC) qui compte 53 communes et plus de 100 000 habitants et dont elle représente à elle seule la majorité du territoire et des habitants (près de 58 000). À ce titre, 28 des 45 membres du conseil municipal de Beauvais sont aussi membres du conseil communautaire du Beauvaisis, qui regroupe au total 101 conseillers.
Beauvais fait partie des villes dites "moyennes", ou "infra-métropolitaines", qui sont les villes qui comptent entre 10 000 et 100 000 habitants et sont les villes-centres de leurs intercommunalités respectives. À ce titre, elle fait partie des villes adhérentes à Villes de France (anciennement "Fédération des villes moyennes"), association pluraliste d'élus locaux qui représente et défend les intérêts des villes moyennes. Villes de France fut d'ailleurs présidée par Caroline Cayeux, alors maire de Beauvais et présidente de la communauté d'agglomération du Beauvaisis, de juin 2014, à septembre 2022, date à laquelle Gil Averous, maire de Châteauroux et président de Châteauroux métropole, lui succède. Et c'est à Beauvais, au sein du Quadrilatère, que Villes de France a tenu son congrès annuel de 2016, qui portait sur le thème « Le vivre ensemble à l'épreuve des finances locales ».

### Occupation des sols

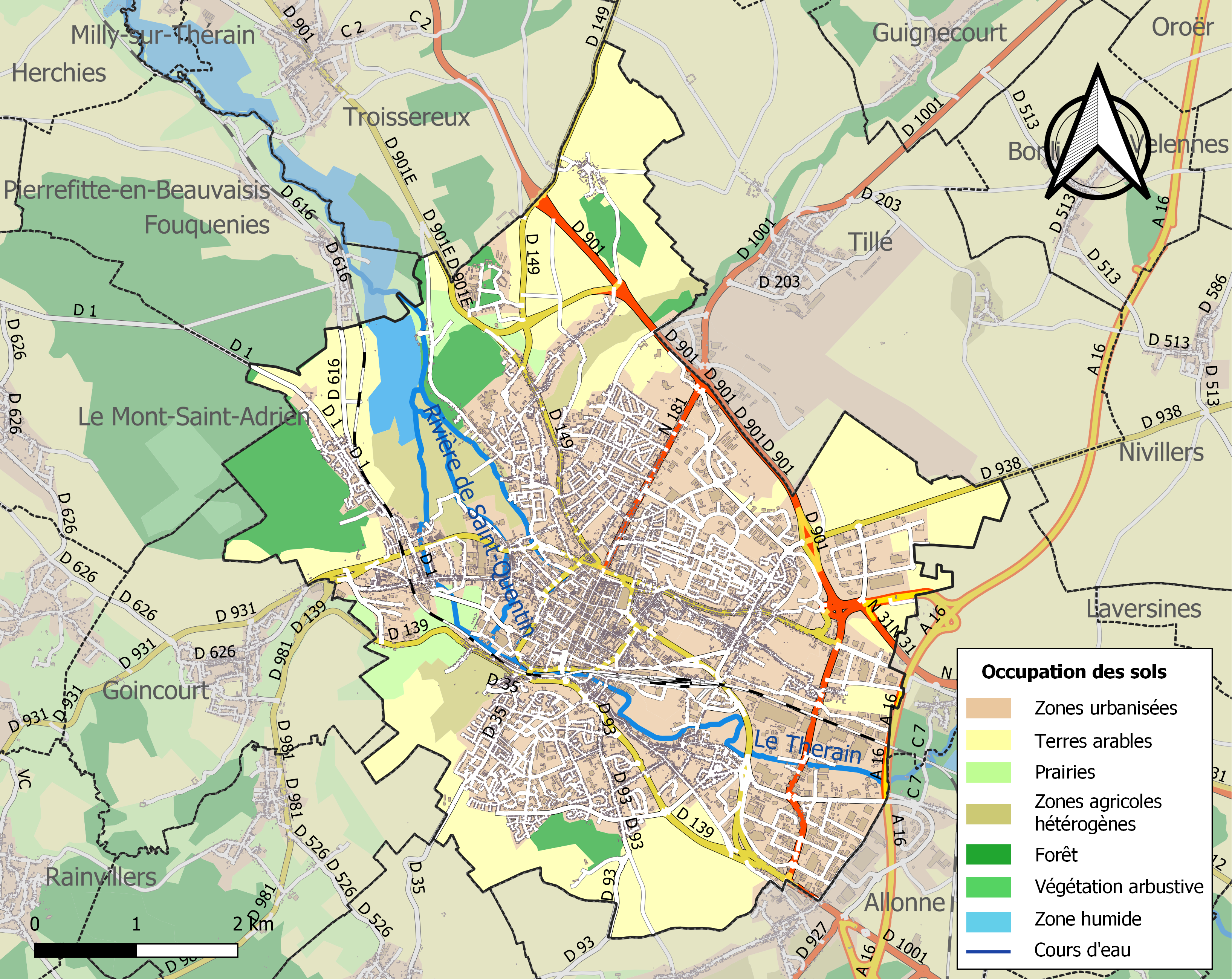
Carte de l'occupation des sols de la commune en 2018 (CLC).

L'occupation des sols de la commune, telle qu'elle ressort de la base de données européenne d'occupation biophysique des sols Corine Land Cover (CLC), est marquée par l'importance des territoires artificialisés (55,5 % en 2018), en augmentation par rapport à 1990 (47,5 %). La répartition détaillée en 2018 est la suivante : 
zones urbanisées (33,2 %), terres arables (27 %), zones industrielles ou commerciales et réseaux de communication (18,2 %), forêts (7,4 %), zones agricoles hétérogènes (5,7 %), espaces verts artificialisés, non agricoles (4,1 %), prairies (3 %), eaux continentales (1,5 %).
L'IGN met par ailleurs à disposition un outil en ligne permettant de comparer l'évolution dans le temps de l'occupation des sols de la commune (ou de territoires à des échelles différentes). Plusieurs époques sont accessibles sous forme de cartes ou photos aériennes : la carte de Cassini (XVIIIe siècle), la carte d'état-major (1820-1866) et la période actuelle (1950 à aujourd'hui).

### Morphologie urbaine
Historiquement, la ville s'est constituée à partir de la vallée du Thérain, selon un développement d'est en ouest.
Les bombardements survenus lors de la Seconde Guerre mondiale se sont concentrés sur le centre-ville, qui fut presque entièrement détruit. En 1943, plusieurs villages voisins de Beauvais, Notre-Dame-du-Thil, Marissel et Voisinlieu, ont été annexées à la ville de Beauvais et en sont devenus de nouveaux quartiers afin de répondre aux besoins de logements des habitants. Ainsi, la population de Beauvais a doublé entre 1954 et 1975.
De ces phases de développement et de construction successives a résulté une ville morcelée et sans unité, composée de restes de faubourgs anciens, d'une vallée industrielle, d'un centre-ville reconstruit en quasi-totalité après la Seconde Guerre mondiale, et de plateaux urbanisés en urgence après-guerre.
En 2024, Beauvais est divisée en huit quartiers administratifs qui sont, par ordre alphabétique : Argentine, Centre-ville, Marissel, Notre-Dame-du-Thil, Saint-Jean, Saint-Just-des-Marais, Saint-Lucien et Voisinlieu. Les quartiers les plus peuplés de la ville sont Argentine, Saint-Jean et Soie-Vauban, qui réunissent à eux trois 30 % de la population communale.

### Aménagement urbain par quartier

#### Dynamisation du centre-ville
Depuis 2001, les exécutifs qui se sont succédé à la tête de la ville de Beauvais ont fait de la dynamisation du centre-ville une priorité via plusieurs projets d'envergure.

##### Construction du centre commercial du Jeu de Paume (2013-2015)
Le projet de construire un centre commercial en plein centre-ville, sur la place du Jeu-de-Paume, ce qui impliquait de vendre la place au promoteur immobilier chargé du projet, mais aussi de déménager la fête foraine qui se tenait auparavant sur la place, a été développé dès l'été 2008, soit dès le début du deuxième mandat de la maire Caroline Cayeux.
Il s'agissait pour la maire et sa majorité au conseil municipal de développer et dynamiser l'offre commerciale du centre-ville tout en créant plusieurs centaines d'emplois à court terme, pendant la phase de construction du centre, comme à long terme, pour son exploitation et son entretien et ainsi, de renforcer l'attractivité du centre-ville et de la ville tout entière. Pensé comme "pôle commercial en centre-ville devant servir de locomotive pour les commerces alentours", d'après la maire Caroline Cayeux elle-même, le centre commercial du Jeu-de-Paume est l'un des principaux projets d'aménagement urbain à Beauvais ces dernières années, de même que l'un des principaux objets de controverse au sein du conseil municipal comme parmi la population beauvaisienne et ce, dès le début de sa conception, bien avant sa sortie de terre.
Après plusieurs recours déposés devant le tribunal de Beauvais par diverses associations, sa première pierre a été posée le 28 novembre 2013. Sa construction, qui a occasionné des nuisances sonores pour les riverains, mais aussi la suppression de places de parking gratuites, a fait l'objet de critiques tout au long du processus.
Après deux ans de travaux de construction, le centre commercial, qui appartient au groupe Hammerson et s'étend sur 24 000 m2 répartis sur 2 étages réunissant 84 boutiques et restaurants, a été inauguré le 25 novembre 2015.
Peu après son ouverture, dès mars 2016, la presse locale se faisait l'écho de difficultés rencontrées par les enseignes du centre commercial, dont la fréquentation n'a jamais atteint les niveaux espérés et attendus par le propriétaire Hammerson et la municipalité. Miné par des baisses de rideau successives, le centre commercial a été vendu par son propriétaire Hammerson à la Foncière Immobilière Bordelaise (FIB) en juillet 2018, soit deux ans et demi seulement après son inauguration, sans toutefois que cette vente ne dope la fréquentation et les recettes des boutiques du centre, qui a continué à voir les boutiques mettre la clé sous la porte au fil des années.
Le centre commercial du Jeu-de-Paume, pour lequel la maire Caroline Cayeux s'est battue au fil des années et des mandats, est considéré comme une erreur par les oppositions au conseil municipal comme par une partie des Beauvaisiens.

##### Reconstruction du Pont de Paris (2013)
Principale voie d'accès au centre-ville de Beauvais, le Pont de Paris avait été fermé à la circulation en septembre 2010 pour raisons de sécurité.
Après deux ans de fermeture, qui a suscité la colère des commerçants, et de bras de fer entre la ville de Beauvais et le département de l'Oise, il a fait l'objet d'importants travaux de démolition et de reconstruction qui, annoncés en septembre 2012 par la maire Caroline Cayeux à l'occasion de sa rentrée politique, ont été conduits de février à décembre 2013.
Le nouveau pont a été conçu de sorte à conserver la forme écliptique de l'ancien - permettant lors de son franchissement d'apercevoir une grande partie des monuments de la ville de Beauvais - tout en accueillant un nouveau tablier en métal capable de supporter les charges et en aménageant une passerelle vers le quartier Saint-Jean.
Il a été inauguré le 19 décembre 2013, juste avant la période des festivités et achats de Noel, et sa réouverture à la circulation le 21 décembre suivant a fait l'objet de diverses festivités.

##### Réaménagement de la place Jeanne Hachette (2015)
La place Jeanne-Hachette, du nom de l'héroïne beauvaisienne du Moyen Âge, cœur historique et économique de la ville depuis la même période, a fait l'objet de travaux de réaménagement du 2 février au 16 octobre 2015.
Les travaux ont consisté à piétoniser la place, c'est-à-dire à supprimer le parking qui en occupait une partie, devant l'Hôtel de Ville, et à en paver l'entièreté de l'espace, avec en outre la création d'un petit miroir d'eau et la restauration de la statue de Jeanne Hachette, réinstallée au centre de la place à l'issue des travaux.
Ces travaux, qui faisaient partie du programme présenté par la maire Caroline Cayeux lors de la campagne pour les élections municipales de 2014, avaient pour but de faire de la place Jeanne Hachette un lieu de balade, d'échanges et de vie, comme elle l'était déjà au Moyen Âge, dans un contexte national de récession économique et de paupérisation des centres-villes des villes moyennes telles que Beauvais.
Actés en fin d'année 2014 et réalisés au cours de l'année 2015, ils sont le premier grand chantier du mandat municipal 2014-2020, troisième mandat de Caroline Cayeux à la tête de la ville de Beauvais. Une fête a d'ailleurs eu lieu lors de l'inauguration de la nouvelle place, ainsi que des visites guidées dans les mois qui ont suivi la fin des travaux, afin d'en expliquer les détails aux Beauvaisiens.

##### Requalification du centre-ville avec Action Coeur de Ville (depuis 2018)
À partir de 2018, Beauvais a bénéficié du programme national Action Coeur de Ville qui, mis en place lors du premier quinquennat du président de la République Emmanuel Macron et porté par les ministres de la Cohésion des territoires Jacques Mézard et Jacqueline Gourault, a été conçu pour revitaliser les centres-villes des villes moyennes après plusieurs décennies de dévitalisation et de paupérisation, mises en lumière lors du mouvement dit "des gilets jaunes" et du Grand débat national qui a suivi. Ainsi, ce sont 5 milliards d'euros qui ont été mobilisés de 2018 à 2022 pour mener un ensemble d'actions transversales en matière de logement, de commerce, de mobilité etc. et ainsi dynamiser ces centres-villes et rendre ces villes de nouveau attractives.
Action Coeur de Ville avait été co-construit par l'Etat, représenté par les ministres de la Cohésion des territoires successifs Jacques Mézard et Jacqueline Gourault, et Villes de France, l'association d'élus représentant les villes moyennes alors présidée par Caroline Cayeux, maire de Beauvais. Après l'annonce de la création du plan par le Premier ministre Edouard Philippe en décembre 2017 à Cahors (Lot), à l'occasion de la Conférence des territoires, Beauvais avait été sélectionnée pour faire partie des villes moyennes bénéficiaires de ce programme dès mars 2018, et la convention-cadre Action Cœur de Ville avait été signée entre la ville de Beauvais et l'Etat et ses partenaires le 14 juin 2018, faisant de Beauvais l'une des premières des 222 villes moyennes sélectionnées à contractualiser avec l'Etat dans le cadre de ce plan.
Depuis fin 2022, Beauvais bénéficie de l'acte II du programme Action Coeur de Ville, dont la prolongation avait été annoncée par le Premier ministre Jean Castex le 7 juillet 2021 à Blois (Loir-et-Cher), à l'occasion du congrès annuel de l'association Villes de France présidée par Caroline Cayeux, maire de Beauvais. Et c'est Caroline Cayeux, devenue ministre des Collectivités territoriales dans le gouvernement d'Elisabeth Borne, qui en avait officiellement lancé l'acte II en novembre 2022, à l'occasion des rencontres Cœur de ville organisées par la Banque des Territoires. Pour mémoire, pour son second volet, Action Cœur de Ville a vu son périmètre élargi aux entrées de ville et aux quartiers de gare et a été doté d'un nouveau fil rouge, la transition écologique et énergétique.
En début d'année 2023, la situation du centre-ville de Beauvais était encore préoccupante, avec un certain nombres d'enseignes et de magasins en difficulté.

#### Requalification du quartier Saint-Jean (2007-2016)
Situé au sud de la ville sur un plateau surplombant le centre-ville, le quartier Saint-Jean est le quartier de Beauvais qui a le plus évolué depuis la première moitié du XXe siècle.
En effet, ce quartier, qui est aujourd'hui le plus peuplé (15 000 habitants) et le plus dense (3 000 habitants /km2) de la ville, était encore un plateau agricole avec terres et fermes jusqu'à la Seconde Guerre mondiale. C'est dans cette partie encore rurale de la ville que durant les bombardements de la guerre, on a construit en urgence des baraquements pour reloger ceux dont les logements avaient été détruits. Puis, après son relatif désenclavement dans les années 1950, c'est là que l'on a construit les premières barres d'immeubles et logements sociaux pour loger les travailleurs des usines du Beauvaisis, dont une partie est issue de l'immigration venue de Pologne, d'Italie, du Portugal, ou encore d'Afrique.
À la fin des années 1990 et au début des années 2000, Saint-Jean avait mauvaise presse, caractérisé par des barres d'immeubles vétustes, un taux de chômage supérieur à la moyenne nationale, ainsi qu'une insécurité croissante. Ainsi, par exemple, 6 900 des 15 000 habitants de Saint-Jean étaient classés en zone urbaine sensible en 2006, avant son classement en quartier prioritaire avec 5 108 habitants en 2020, pour un taux de pauvreté de 49 %. C'est pourquoi Saint-Jean a fait l'objet d'une importante opération de rénovation urbaine, d'un montant de 110 millions d'euros financés à 50 % par l'OPAC de l'Oise, de 2007 à 2016.
L'opération a permis, notamment, d'améliorer l'offre de logement par la destruction de 258 logements vétustes, dont l'emblématique tour Harmonie, et la construction de 460 nouveaux répartis entre maisons individuelles avec jardin et petits immeubles, d'approfondir l'offre commerciale par la transformation des 4 anciens petits centres commerciaux en un grand centre commercial et la création d'un nouvel espace pour le marché, mais aussi d'améliorer l'accès aux services publics par la construction, sur le site de l'ancienne caserne militaire Agel, d'un nouveau commissariat et d'une Maison des services et des initiatives rassemblant dans ses locaux une nouvelle mairie de quartier et plusieurs associations.
Cette opération de renouvellement urbain à Saint-Jean, véritable métamorphose qui a permis de dynamiser et de donner un nouveau visage au quartier,a inspiré deux autres opérations de requalification urbaine à Beauvais pour les quartiers Argentine et Saint-Lucien, également prioritaire.
Un autre équipement emblématique du quartier Saint-Jean, la piscine municipale Aldebert-Bellier (de type Tournesol, qui avait été déclarée en état de vétusté avancée en 2018, a fait l'objet de travaux de restructuration, pour un montant de 10 millions d'euros, de 2022 à 2024. Inaugurée le 6 juillet 2024, elle a fait l'objet d'une extension ayant permis d'étendre son offre de loisirs, ainsi que d'une optimisation de sa consommation énergétique.

#### Quartier Argentine
Le quartier Argentine est situé dans le nord-est de la ville, relativement proche du centre-ville, au nord de la rue de Clermont et au sud de la zone industrielle. Il est classé quartier prioritaire depuis 2015 et compte 8 666 habitants en 2020, soit le plus gros quartier de la ville, avec un taux de pauvreté avoisinant les 48 %.

#### Quartier Saint-Lucien
Saint-Lucien est un petit quartier situé au nord-ouest du centre de Beauvais, à l'est du Parc de la Grenouillère. Également classé quartier prioritaire depuis 2015, il compte 2 487 habitants en 2020 avec un taux de pauvreté de 51 % et 43 % de familles monoparentales.

#### Écoquartier Saint-Quentin
Il est en cours de construction au niveau du palais de justice.

#### Eco-quartier en développement sur la ZAC de la vallée du Thérain
Un vaste chantier est en cours dans la vallée du Thérain, située au sud du centre-ville entre le pont d'Arcole et la rivière Le Thérain, sur une surface de 38 hectares partagée entre espaces naturels et friches industrielles résultant de l'arrêt d'activité des entreprises Bosch et La Brosse et Dupont en 2009.
Devenu une zone d'aménagement concertée (ZAC) en décembre 2019, cet espace fait l'objet d'importants travaux de requalification destinés à en faire un nouveau quartier de la ville agrégeant, d'une part, une zone naturelle protégée comprenant le bois Janet, le bois du moulin de la Fos et 2,5 km de berges le long du Thérain et, d'autre part, près de 500 nouveaux logements.
En février 2021, la ZAC de la vallée du Thérain, dite « Zac du Ther », s'est vu décerner le label « écoquartier en chantier » en récompense de ses efforts de valorisation des zones préservées de l'urbanisation, de construction de près de 500 logements diversifiés et répondant à des critères énergétiques et environnementaux et de préservation des activités d'économie sociale et solidaires existant dans la zone. Avec cet éco-quartier, la ville de Beauvais et la communauté d'agglomération du Beauvaisis ont pour objectif de "ramener la campagne dans la ville" et d'en faire un poumon vert en coeur de ville et d'agglomération,.
La ZAC du Ther doit en outre devenir un nouveau quartier économique de Beauvais, dans le cadre de la stratégie économique du Beauvaisis pour la période 2020-2026, intitulée "Beauvais 2030: l'ambition économique" et présentée en avril 2022 à la Maladrerie Saint-Lazare. Dans ce cadre, les mobilités et le mobilier urbain, notamment, vont être repensées pour rendre l'espace plus attractif et favoriser le dynamisme de la ZAC.

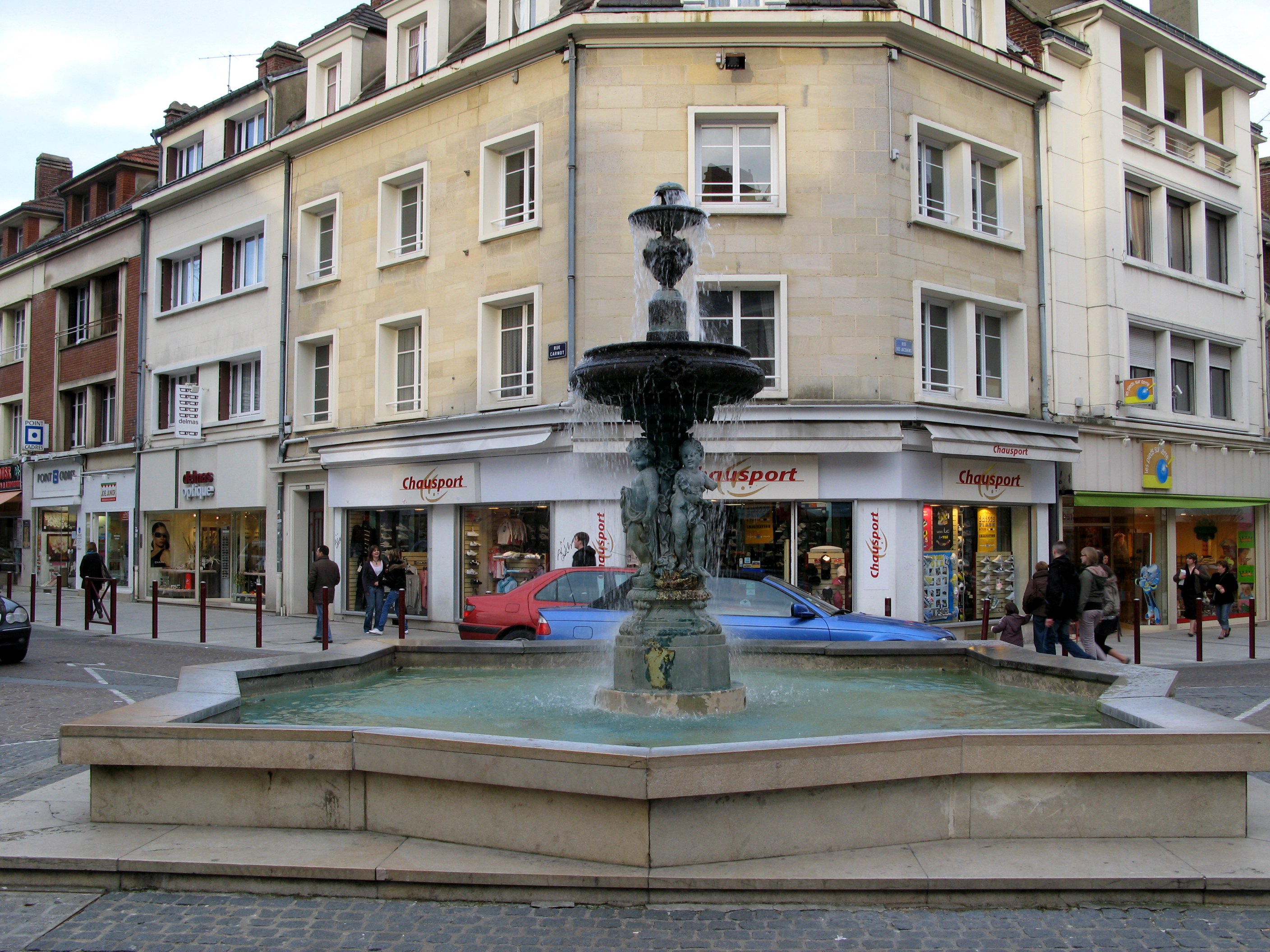
Fontaine au centre-ville, à l'angle de la rue Carnot et de la rue des Jacobins.
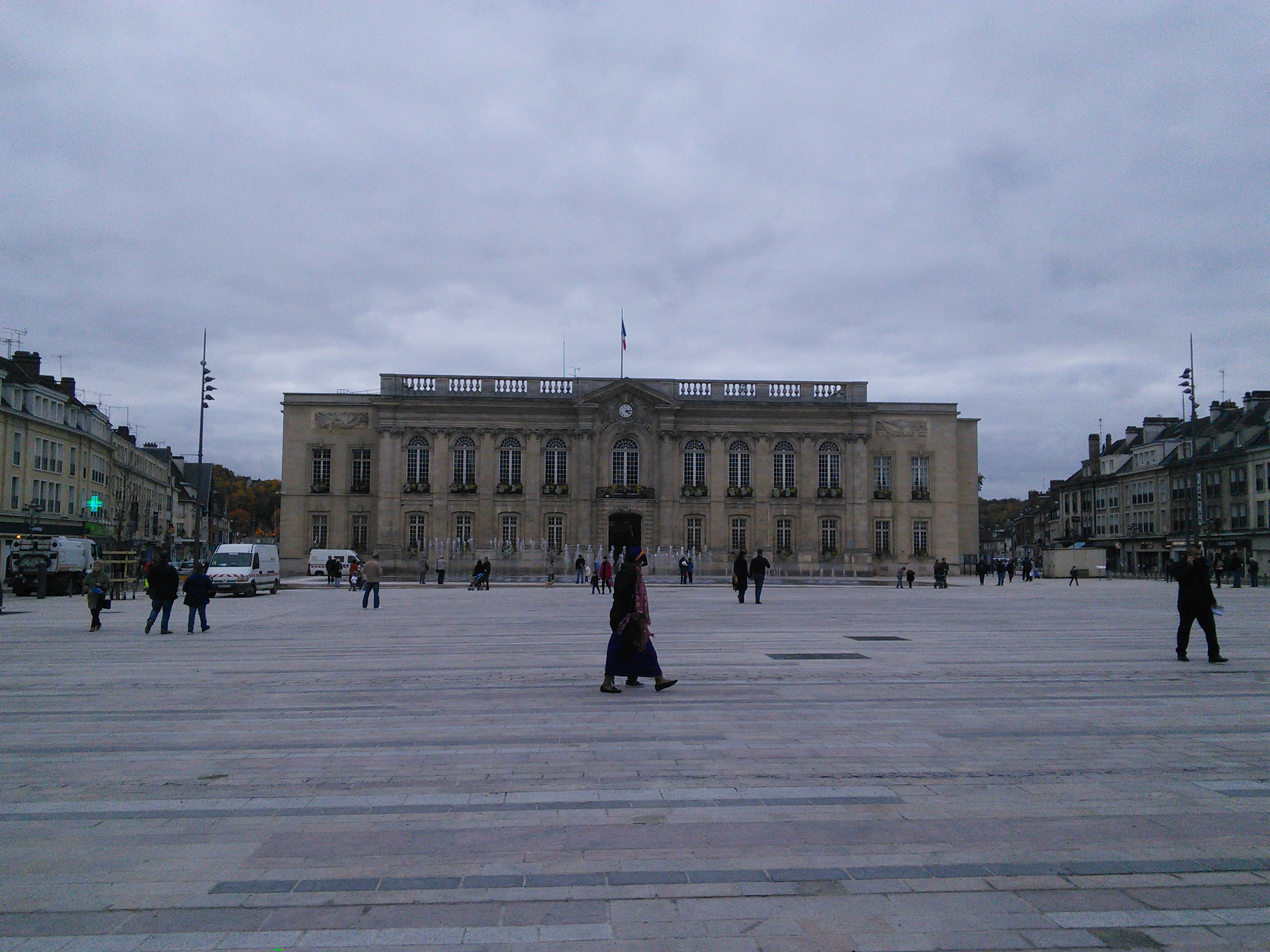
Place Jeanne-Hachette redessinée en 2015.
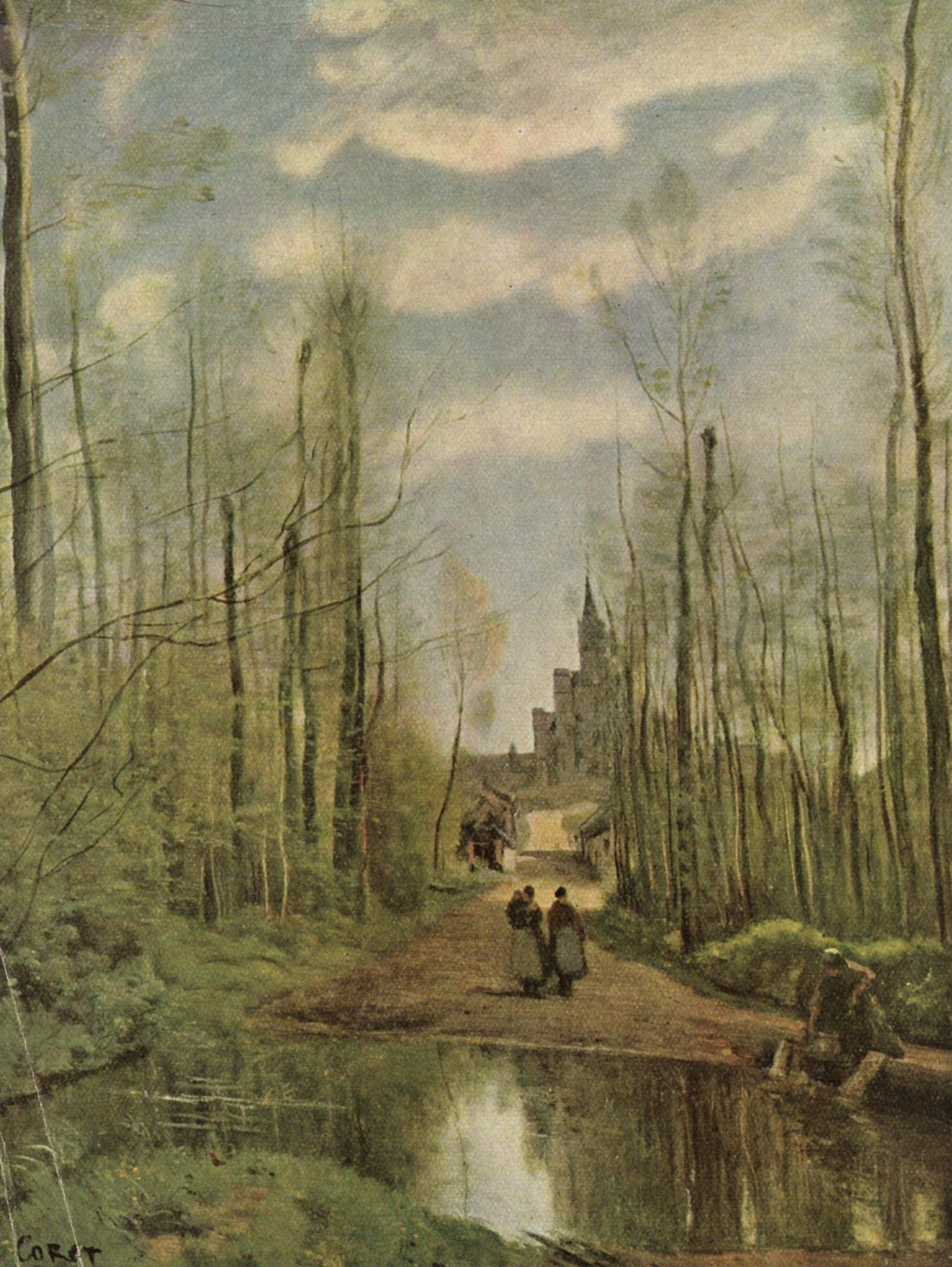
L'église de Marissel vue par Corot en 1867. La localité est désormais intégrée dans Beauvais.
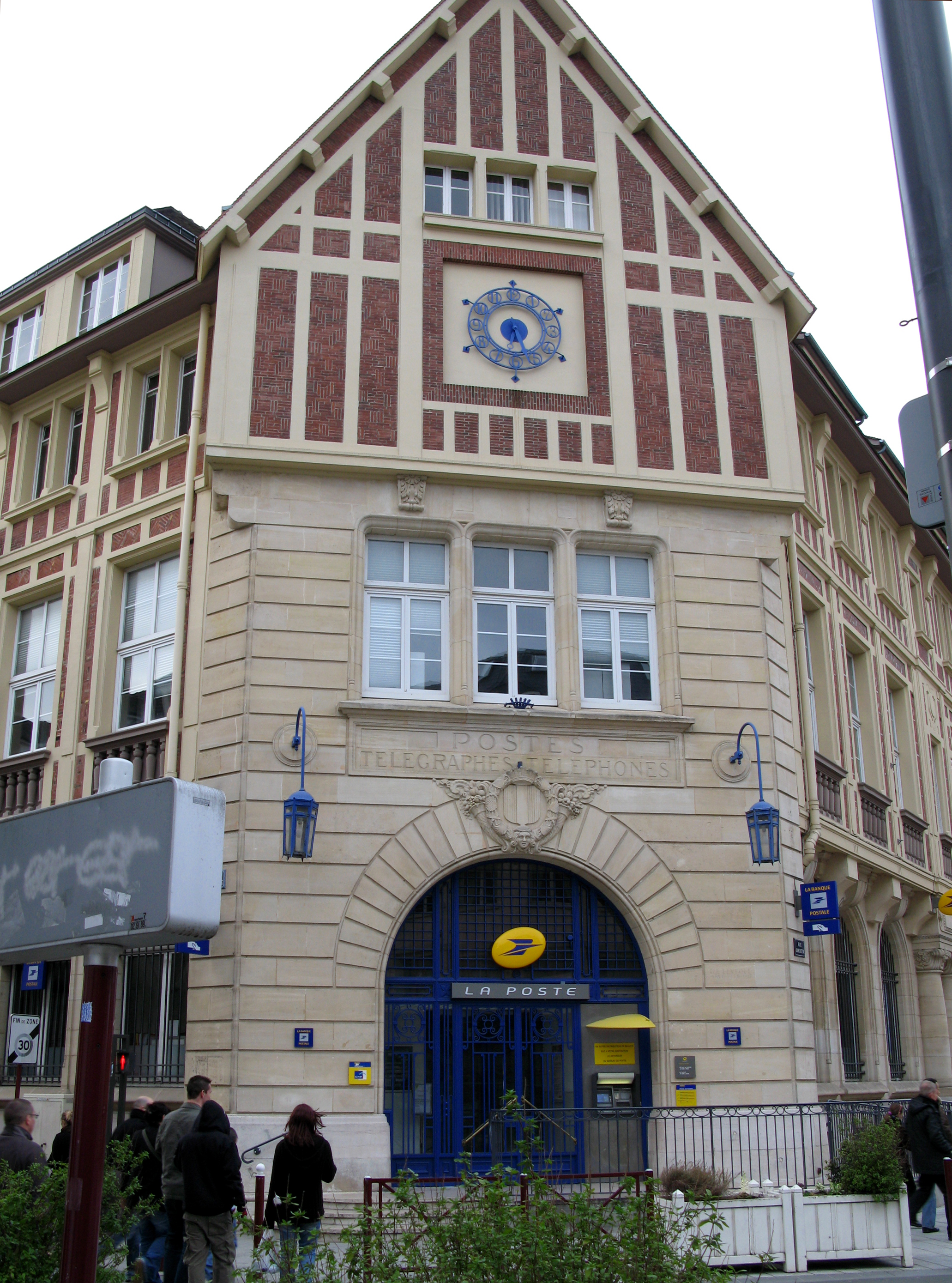
La Poste, à l'angle de la rue Jean-Racine et de la rue Gambetta.

### Habitat et logement
En 2019, le nombre total de logements dans la commune était de 28 599, alors qu'il était de 27 361 en 2014 et de 25 589 en 2009.
Parmi ces logements, 89,4 % étaient des résidences principales, 1,1 % des résidences secondaires et 9,5 % des logements vacants. Ces logements étaient pour 32,5 % d'entre eux des maisons individuelles et pour 66,4 % des appartements.
Le parc de logements sociaux est important et excède les obligations minimales fixées par l'article 55 dde la Loi SRU de 2000 : 8 063 (34,3 %) de ses résidences principales étaient des logements sociaux en 2008, nombre qui a crû pour atteindre 8 589 (33,6 %) en 2019.
Le tableau ci-dessous présente la typologie des logements à Beauvais en 2019 en comparaison avec celle de l'Oise et de la France entière. Une caractéristique marquante du parc de logements est ainsi une proportion de résidences secondaires et logements occasionnels (1,1 %) inférieure à celle du département (2,4 %) mais supérieure à celle de la France entière (9,7 %). Concernant le statut d'occupation de ces logements, 35,6 % des habitants de la commune sont propriétaires de leur logement (36,6 % en 2014), contre 61,4 % pour l'Oise et 57,5 pour la France entière.
| Typologie                                               | Beauvais | Oise | France entière |
| ------------------------------------------------------- | -------- | ---- | -------------- |
| Résidences principales (en %)                           | 89,4     | 90,4 | 82,1           |
| Résidences secondaires et logements occasionnels (en %) | 1,1      | 2,4  | 9,7            |
| Logements vacants (en %)                                | 9,5      | 7,1  | 8,2            |

En 199, les grands logements sont très majoritaires : la plupart des habitations possèdent quatre pièces et plus (51,5 %), puis trois pièces (27,0 %), mais seulement 14,0 % possèdent deux pièces et 7,5 % une pièce. Néanmoins les logements de petites surfaces (une et deux pièces) sont en forte augmentation depuis 1990 (respectivement +42,5 % et +31,6 %),.

### Voies de communication et transport

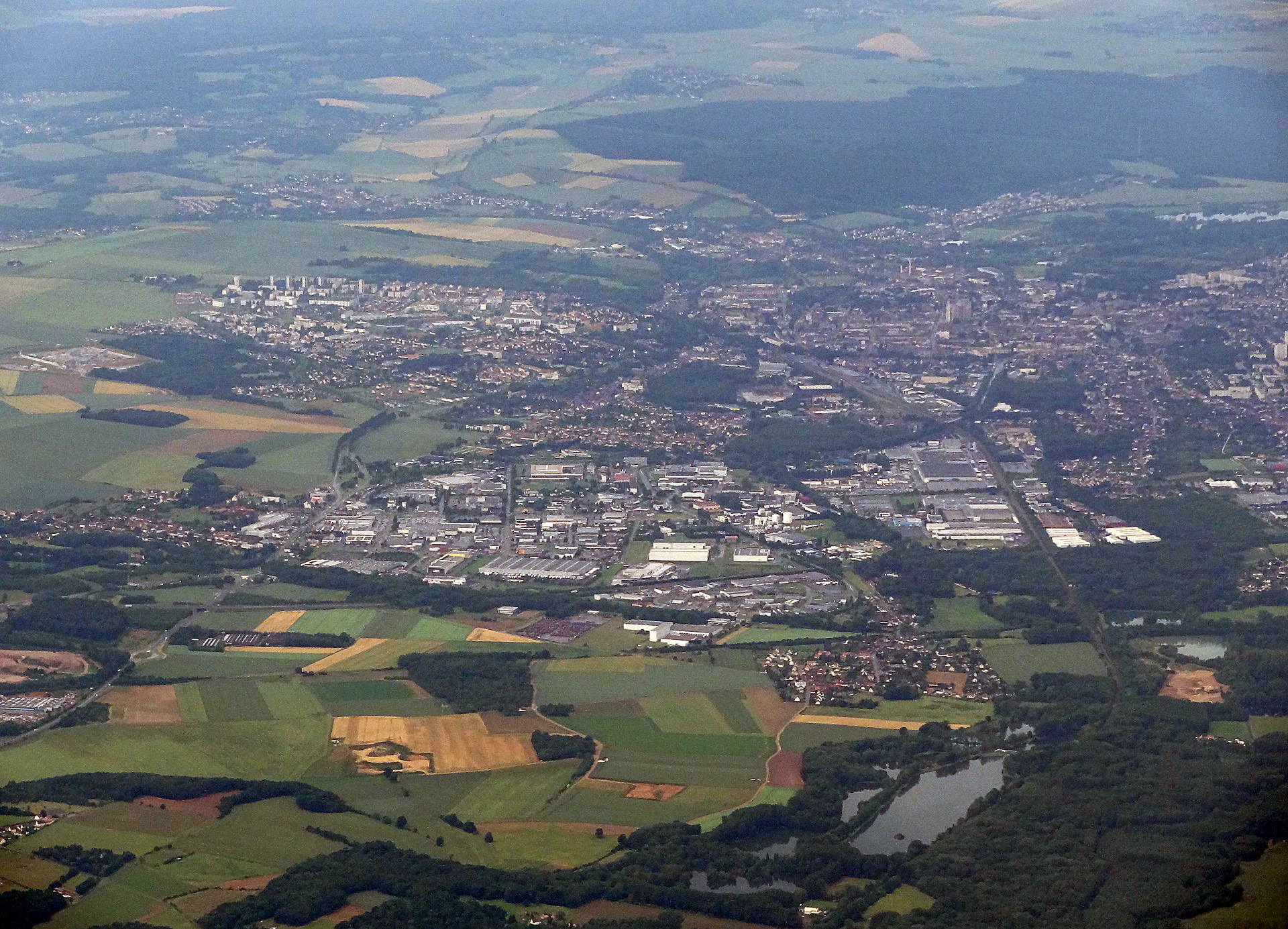
Vue aérienne de Beauvais en direction de l'ouest.

#### Voies routières
L'autoroute A16 dessert l'agglomération par le biais des sorties  14 et  15. Elle permet de rejoindre Paris (en 55 min) vers le sud, ainsi qu'Amiens (en 45 minutes) et Calais (en 2 h) vers le nord.
Elle se trouve au centre d'un carrefour routier important entre l'ancienne route nationale 1, entre Paris et Calais et la route nationale 31, entre Reims et Rouen.
Plusieurs routes départementales relient Beauvais aux communes voisines :
- la RD 901, qui la relie à Marseille-en-Beauvaisis et Grandvilliers vers le nord-ouest, section déclassée de la nationale 1 ;
- la RD 149 , qui la relie à Crèvecœur-le-Grand vers le nord ;
- la RD 1001, qui la relie à Breteuil vers le nord-est et Chambly vers le sud, section déclassée de la nationale 1 ;
- la RD 938, qui la relie à Saint-Just-en-Chaussée et Ressons-sur-Matz vers l'est ;
- la RD 927, qui la relie à Méru vers le sud, sur la route de Pontoise ;
- la RD 981, qui la relie à Gisors, Vernon, Évreux vers l'ouest ;

Certaines de ces routes départementales sont exclusivement urbaines : c'est le cas de la RD 35 et RD 139.
Le 11 février 2008, la voie rapide du contournement sud de Beauvais est inaugurée. Elle a nécessité la construction de dix-huit ponts, dont notamment un pont à haubans.

#### Transport ferroviaire
La gare de Beauvais, inaugurée en 1857, est desservie par les lignes TER :
- Beauvais - Persan Beaumont - Paris-Nord ;
- Beauvais - Creil - Paris-Nord ;
- Le Tréport-Mers - Abancourt - Beauvais - Paris-Nord.

#### Transport aérien
L'aéroport de Paris-Beauvais, ou aéroport de Beauvais-Tillé, qui date des années 1930, se trouve au nord de l'agglomération. L'arrivée de la compagnie aérienne à bas prix Ryanair le 1er mai 1997 a permis un développement de l'aéroport lui permettant de devenir le 9e aéroport de France en nombre de passagers, derrière l'aéroport de Bordeaux-Mérignac et l'aéroport de Nantes-Atlantique,.
La croissance du trafic a été importante : si, en 1997, 200 000 voyageurs l'empruntaient, en 2012 le trafic de l'aéroport est de plus de 3,8 millions voyageurs. La fréquentation de l'aéroport a augmenté de 40 % en moyenne par an entre 2001 et 2005. Soixante destinations sont desservies depuis l'aéroport par 5 compagnies (Ryanair, Wizz Air, Blue Air, Air Moldova et TUI fly Belgium). Les principales lignes desservent l'Italie, l'Espagne, le Maroc, la Pologne, la Hongrie et la Roumanie.
Sur le plan environnemental, un couvre-feu a été instauré (de minuit à 5 heures du matin) ainsi qu'une limitation du survol des zones habitées et une sélection des avions afin de réduire la pollution sonore,.

#### Transports en commun
Les transports en commun sont assurés par le réseau de transport Corolis. Ce réseau est constitué d'une dizaine de lignes de bus régulières qui desservent Beauvais et son agglomération, dont :
- 2 lignes « Chrono » avec des fréquences de passage allant de 10 à 15 minutes en heure de pointe ;
- 5 lignes principales de desserte des quartiers ;
- Une navette gratuite affectée au centre-ville ;
- Une navette express hôtels - aéroport ;
- Une ligne desservant le Plan d'eau du Canada (8) ;
- 3 lignes interurbaines (511, 521 et 531) ;
- des lignes scolaires.

Divers services spéciaux (scolaires, desserte du centre pénitentiaire…) et un service de transport à la demande sont aussi proposés.

#### Circulations douces
Dans un souci de promouvoir les moyens de transport non polluants et la protection de l'environnement, la ville a entrepris d'élaborer un schéma directeur de « circulations douces ». À terme, il prévoit un réseau de 20 km de pistes cyclables.

### Plan d'eau du Canada
Le plan d'eau du Canada est un parc composé de 45 hectares et de deux lacs artificiels au nord-ouest de Beauvais. Ce domaine est équipé d'une base de loisirs nautique, d'une plage, d'un circuit de 3 km, avec piste cyclable et piétonnière. Selon Henri Fromage, « “Canada” vient de “can en dent”, un champ en forme de dent, comme l'attestent les anciens cadastres. Au siècle dernier, c'était un champ de courses de chevaux et de lévriers ».

## Toponymie
Le nom de la localité est attesté sous les formes in opidum Bratuspantium (Ier siècle av. J.-C.) ; Bellevakoi on polis Kaisaromagos (IIe) ; Belvavaci quorum civitas Cesaromagus (IIe) ; Caesaromago (IIIe) ; Casaromago (IIIe) ; Bellovacis (Ve) ; Belloacum translata sunt (vers Ve-VIe) ; Belloaca urbs (583) ; propre muros Bellocae urbis (606) ; Bellovacus (845) ; apud belvacum civitatem (845) ; Belvagus (vers VIIIe) ; « Irminfridus sanctae Bellovagensis ecclesiae episcopus » (847) ; Bellovacensi ecclesiae (863) ; « Odo belvacensis ecclesie indignus episcopus » (IXe) ; Belvacensis episcopus (863) ; Belloacus (vers 870) ; Odo Belvagorum episcopus subscripti (872) ; Odonis Belvacensis episcopi (877) ; usque Belvagorum civitatem (881) ; Belgevacus civitas (IXe) ; Belvacus civitas (Xe) ; Bellovacum (vers 970) ; Belgivacum (vers 1060) ; Lancelini de Bellovaco (1069) ; Belvagica urbs (1087) ; in civitate Belvagi (1089) ; castellanus Belvaci (vers 1104) ; de urbe Belvaci (vers 1100) ; actum Belvaci (1107) ; Belvacum (vers 1110) ; actum Belvaci (1119) ; Biauvais (1132) ; Adam Belvecinus (vers 1135) ; Beauves (1147) ; in civitate Belloacus (XIIe) ; sigill. Belvacensis cur (1189) ; Biauvez (vers 1190) ; de Belvaco (1200) ; Milonis Belvacensis episcopi (1222) ; vesque de Biavais (1239) ; li veskes de Biavais (1244) ; en le merie de beauves (1258) ; Beauvez (1247) ; apud Belvacum (1269) ; li bourjois de Biauvez (1267) ; Bellovacus vel Belvacensis castellanus (1271) ; in civitate Belvacen (1276) ; Biaves (1279) ; Beauvoys (1281) ; Belvaiz (1284) ; Biauves (1284) ; Biauve (1290) ; Byauveiz (1294) ; li evesques de Biauvez (XIIIe) ; al eveske de Biauvais (1313) ; « le maison dieu de Beauvez » (1325) ; Byauvais (1348) ; « en la diocese de Beauvet » (1357) ; Byauvaiz (1369) ; Beauvaiz (1369) ; Biauvaiz (XIVe) ; Beauvez (1404) ; Beauvais (XVe). Byeuvé, Bieuvé en picard
Beauvais tire son nom du peuple gaulois des Bellovaques qui faisaient partie, selon César, de la Gaule belgique (les Belgae). Ces « Bellovaci » sont cités notamment par Jules César dans ses Commentaires sur la Guerre des Gaules ; au IVe siècle leur nom est donné à leur capitale, la ville est appelée « Belloaca urbs » en 583. Le suffixe gaulois « -āco- » formait des adjectifs, la racine du mot n'a pas d'explication assurée.
Auparavant, elle s'appelait « Kaisaromagos » (cité dans la Géographie de Ptolémée), « Caesaromago » dans des textes latins,, Ce nom gallo-romain signifie « marché de César », ou plus exactement « plaine de César »
Les prononciations dialectales locales picardes sont Bieuvé [bjœveː] et Biauvé [bjoveː],,.

## Histoire

### Préhistoire et Antiquité
Les premières traces de fréquentation du site de Beauvais ont été datées de 65 000 avant notre ère. Camp fortifié par les Romains, Beauvais prend, au Ier siècle, le nom de Caesaromagus : le Marché de César.
Devenue Bellovacum, la ville gallo-romaine fut détruite à nouveau par les invasions barbares vers 275. Elle est reconstruite au IVe siècle et dotée de fortifications. Les remparts forment un rectangle de 260 m sur 400 m, qui protègent une superficie de 10 ha. La ville est ouverte à l'est par la porte du Châtel et à l'ouest par la porte du Limaçon. Chaque angle est occupé par une imposante tour carrée dont une seule est encore visible de nos jours à proximité de la cathédrale, un dallage spécial a été posé pour signaler l'emplacement des remparts et des tours. Tous les 20 mètres, des tours saillantes renforçaient les murailles.
En 328, l'empereur Constantin Ier, qui avait autorisé la pratique du christianisme, visite les vétérans de son armée dans le castrum de Bellovacis. C'est le début de la christianisation de la région, et la source du pouvoir des évêques de Beauvais.

### Moyen Âge

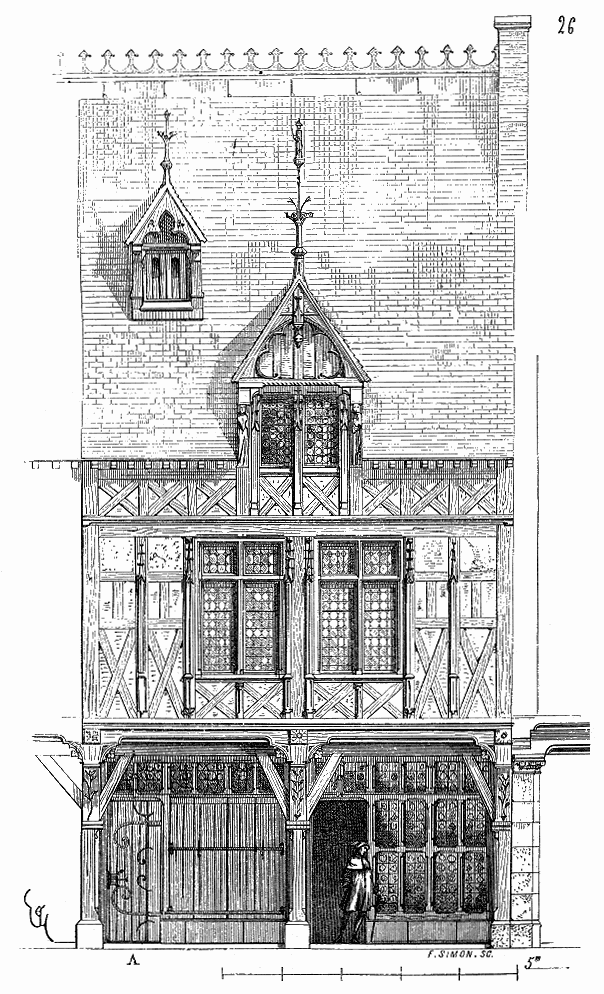
Maison du XVe siècle levée par Viollet-le-Duc dans son Dictionnaire raisonné de l'architecture française du, édité vers 1856.

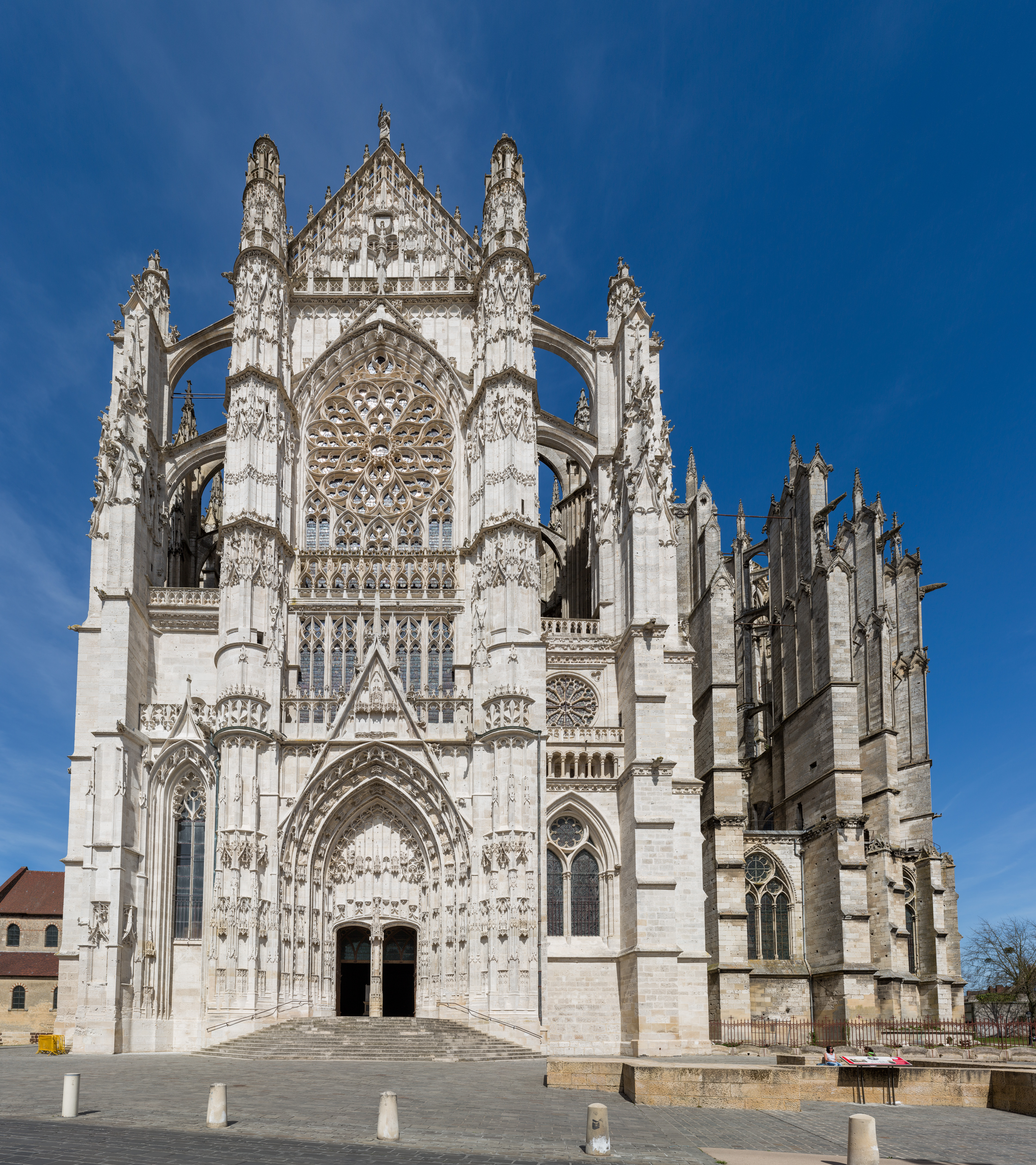
La cathédrale de Beauvais.

Dès le début du Moyen Âge, l'autorité des évêques de Beauvais grandit en même temps que croît la nouvelle foi. L'évêché de Beauvais est considéré comme un poste d'autant plus prestigieux qu'il bénéficie de revenus considérables. Beauvais est à un carrefour de routes commerciales et, qui plus est, l'évêque cumule les pouvoirs religieux et politiques en tant qu'évêque-comte. Ce titre fait de lui le vrai maître de la cité car il fait partie des douze pairs de France, personnes les plus importantes dans la hiérarchie médiévale, réunissant les six pairs ecclésiastiques (les deux autres évêques-comtes, les trois évêques-ducs) et les six pairs laïcs (trois ducs et trois comtes) des pairies de France, juste en dessous du roi. Lors de la minorité du duc Richard Ier de Normandie, s'opposant à la mainmise sur la Normandie par le roi de France et la donation de divers fiefs à Arnould de Flandres, l'un de ses fidèles, le Normand Sygtryg, revenu d'Angleterre et d'Irlande avec Hrolf Turtain, leva des flottes pour dévaster les côtes du comté de Flandres et pénétra jusqu'à Beauvais, Amiens et Noyon, afin de soulever les colonies vikings locales contre le comte de Flandres.
En 1096, Renaud de Beauvais participe à la première croisade. Son nom figure dans la cinquième salle des croisades du château de Versailles.
La commune se crée très tôt, au XIe siècle. Elle devient prospère et acquiert progressivement des droits pour promouvoir son industrie. Pragmatique, elle prend régulièrement le parti du roi de France contre l'évêque et s'appuie sur le textile pour asseoir sa puissance financière. À cette époque, le drap de Beauvais est exporté jusqu'en Orient et les ateliers se multiplient. Faisant partie d'une « Ligue » de quinze « villes drapantes », Beauvais en est le troisième pôle par ordre d'importance. Les artisans travaillent toutes sortes de laine, y compris les plus fines, importées de Londres. Les corporations s'enrichissent de corps de métiers de plus en plus diversifiés : teinturiers, finisseurs, tondeurs, apprêteurs… Un groupe de 80 familles régente les ouvriers. La croissance économique de Beauvais est alors importante : c'est, dès cette époque, une ville riche proche de son âge d'or. Les maires de cette période sont la plupart du temps issus du cercle étroit de ces négociants. La hiérarchie est stricte et les querelles sociales soumises à l'autorité du roi qui se charge, s'il le faut, de contraindre l'évêque. De cette époque, date la Basse-Œuvre, qui, si elle est bien l'ancienne cathédrale carolingienne, n'est pas la toute première « cathédrale » construite à Beauvais. Grâce à des fouilles, on a pu dater son édification de la deuxième moitié du Xe siècle. La Basse-Œuvre comportait diverses annexes contemporaines de l'église. Des fresques devaient animer ses murs. On en a retrouvé divers fragments, dont une tête d'homme, d'une qualité remarquable. Rare témoin en France de l'architecture carolingienne encore conservé, l'édifice est construit suivant les techniques de l'époque, avec des remplois gallo-romains.
À la même époque, apparaissent les ordres mendiants dont les couvents s'élèvent à l'est de la ville, en plein quartier ouvrier. C'est vers cette époque que datent les maladreries Saint-Lazare et Saint-Antoine. Au départ dépourvus de biens, ces ordres s'enrichissent progressivement et jouent un rôle non négligeable dans la cité.
À l'essor économique que connaît Beauvais durant le XIIIe siècle et le début du XIVe siècle, correspond une vie artistique intense. Les chantiers se multiplient. L'église Saint-Étienne, située près de la grand-place, est achevée aux alentours de 1220, et peu après s'ouvre le chantier de la cathédrale gothique. En 1225, l'évêque-comte Milon de Nanteuil (par ailleurs protagoniste d'un conflit dur avec le roi Saint Louis à partir de 1232, dont le pouvoir épiscopal sortira affaibli) lance le projet de ce qui deviendra le monument emblématique de Beauvais : la cathédrale Saint-Pierre. Cette œuvre gigantesque devait dépasser en hauteur les cathédrales de toutes les villes voisines. Splendeur gothique, elle surpassera de ses 48 mètres tout ce qui avait été fait auparavant. Le chœur et le bas-côté oriental du transept sont achevés en 1272. En 1284, les parties hautes des travées droites du chœur s'effondrent. La reconstruction dure jusqu'au milieu du XIVe siècle, mais les travaux s'arrêtent pendant la guerre de Cent Ans. Le transept, chef-d'œuvre de l'architecture flamboyante, est réalisé au XVIe siècle par l'architecte Martin Chambiges sous l'impulsion du comte-évêque Louis de Villiers de L'Isle-Adam. Une immense flèche de plus de 150 m de hauteur est érigée par la suite à la croisée du transept, au lieu de construire une nef qui permettrait de consolider le monument. Mais, à peine terminée, la flèche s'écroule en 1573. La nef n'a jamais été réalisée, faute de fonds. L'église mesure 72,50 m de longueur pour une hauteur de voûte extraordinaire de près de 48,50 m, les plus hautes de l'architecture gothique en Europe. Même inachevé, l'édifice reste un des hauts lieux du patrimoine religieux.
La cathédrale Saint-Pierre était renommée au Moyen Âge pour la riche bibliothèque du chapitre. La fondation en est attribuée par Antoine Loysel, d'abord à l'évêque Odon Ier († 881), ensuite à Roger Ier de Blois († 1022). On a conservé pour le XIe siècle la mention d'un legs de quatorze livres fait par un certain Roscelinus grammaticus (en dehors de traités de grammaire et de rhétorique, des œuvres de Virgile, Horace, Juvénal, Stace). Au XIIe siècle, Chrétien de Troyes déclare au début de son Cligès qu'il en a trouvé l'histoire dans un livre de la bibliothèque de Beauvais. Dans son testament daté du 2 novembre 1217, l'évêque Philippe de Dreux lègue tous ses livres de droit et de théologie à la bibliothèque. La construction d'un nouveau local pour la bibliothèque fut décidée en 1404 et achevée en janvier 1417. On a conservé du XVe siècle un catalogue incomplet contenant 141 articles, mais un ancien cartulaire perdu, contenant une copie de ce catalogue et décrit au XVIIIe siècle, signalait 186 volumes. Au XVIe siècle, la bibliothèque reçut la visite de plusieurs érudits célèbres (Jean du Tillet, Jacques Amyot, Antoine Loysel), mais du désordre et de la négligence s'introduisirent dans la gestion, et les prêts non suivis de restitution se multiplièrent. En mars-avril 1664, Claude Joly, petit-fils d'Antoine Loysel, établit un catalogue sommaire de 147 articles. À la Révolution, aucun inventaire ne fut semble-t-il dressé. D'après Henri Omont, en 1916, une soixantaine de manuscrits seulement provenant de cette bibliothèque étaient repérés.
En 1472, Charles le Téméraire, fait, sans succès, le siège de Beauvais. La conduite de Jeanne Hachette pendant ce siège est restée célèbre. Le roi Louis XI accorde, par ses lettres patentes, les privilèges de la ville, notamment ceux des femmes et des filles,. Pour le royaume de Louis XI, l'industrie de drapier de Beauvais restait très importante.

### Ancien Régime
Au XVIIe siècle, sous les épiscopats d'Augustin Potier et de son neveu et successeur Nicolas Choart de Buzenval, Beauvais fut un foyer d'étude et de piété. Le premier légua à sa cathédrale une importante bibliothèque d'imprimés. Le second, assisté du chanoine Godefroy Hermant, fit de l'évêché et du séminaire de la ville un centre du jansénisme. L'historien Louis-Sébastien Le Nain de Tillemont, notamment, est élève du séminaire et du chanoine Hermant.
En 1664, une manufacture royale de tapisserie est installée à Beauvais, devenue alors une importante « ville drapante » du royaume. Plus de la moitié de ses habitants travaillent alors dans le textile. Ses productions sont célèbres dans toute l'Europe, et d'autres artisans bénéficient de cette renommée. La Manufacture atteindra son apogée sous la direction artistique de Jean-Baptiste Oudry, au XVIIIe siècle. Bientôt, apparaît sur le marché « l'indienne », une cotonnade imprimée qui va rapidement fournir du travail à des centaines d'ouvriers, sans toutefois détrôner le commerce de la laine.

### Époque contemporaine

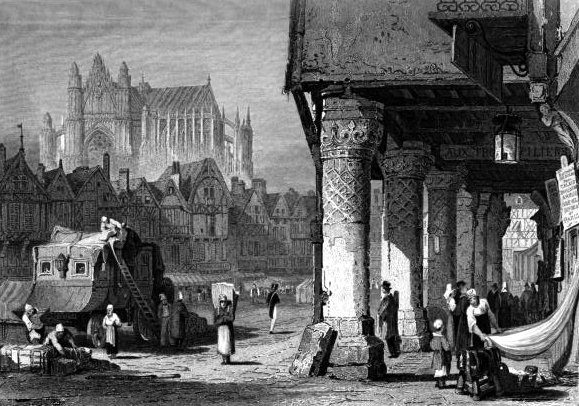
Beauvais vue par William Brockedon en 1835.

À la fin du XVIIIe siècle, débute le déclin de cette ville si active. Beauvais reste fidèle au textile, alors que s'accélère partout ailleurs la révolution industrielle. En se concentrant sur la laine, la brosserie, l'alimentation et la tabletterie, l'industrie locale passe à côté de marchés importants. Le chemin de fer s'implante ailleurs, et ne s'y arrête pas. Au début du Second Empire, Beauvais en est encore à l'ère de la diligence, alors que le rail atteint Rouen, Le Havre, Lille, Saint-Quentin. Ce n'est qu'en 1876 que la ligne directe vers la capitale s'ouvre. Et il s'agit également d'une période de mutations architecturales : la ville s'ouvre, avec l'aménagement des boulevards, à l'emplacement de l'ancien rempart médiéval. D'importants édifices publics sont élevés : l'hôtel-dieu, le lycée Félix-Faure, la gare. Au faubourg Saint-Jacques, les abattoirs sont construits et bénéficient d'une architecture industrielle soignée. Sur la place principale est inaugurée en 1851 par le prince Louis Napoléon Bonaparte, la statue de Jeanne Hachette.
L'horloge astronomique (1865-1868) de la cathédrale cache sous son meuble romano-byzantin de 12 mètres de haut, un mécanisme très complet dû à Auguste Vérité.
Alors que le mouvement d'urbanisation se poursuit hors de l'ancien centre, un nouvel élément est introduit dans l'architecture : la céramique dont le Beauvaisis est producteur. La façade de la manufacture Gréber est un très bel exemple de cette production. Maisons de style anglais, villas d'imitation balnéaire, façades Art déco ponctuent notamment les boulevards Saint-André et l'avenue Victor-Hugo.

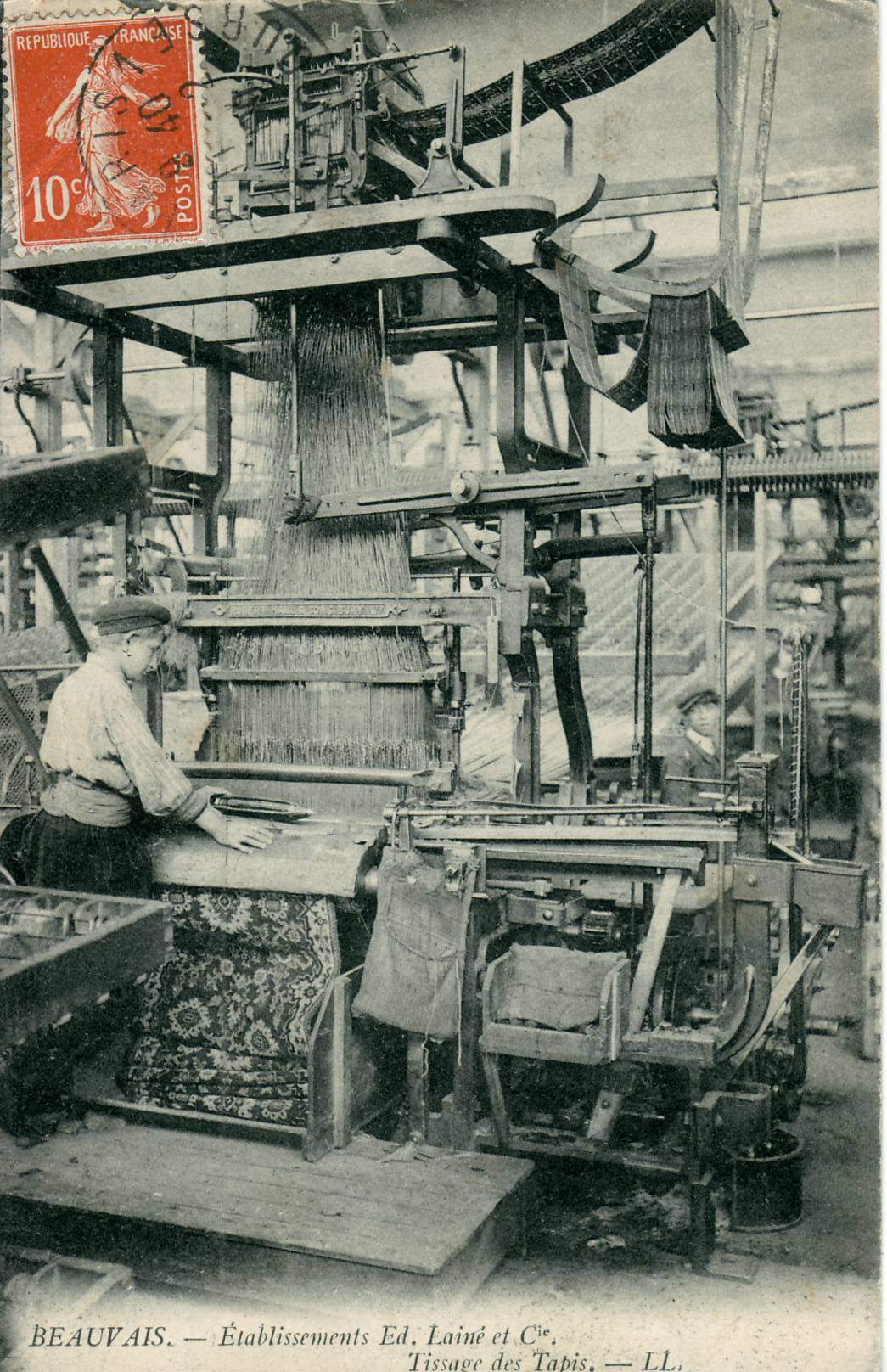
Un des métiers à tisser les tapis de l'entreprise Ed. Lainé, au début du XXe siècle

En 1900, Beauvais compte 20 000 habitants, deux fois plus qu'en 1850. Mais les grandes fortunes et les grands patrons se font rares et la bourgeoisie locale domine la scène politique.

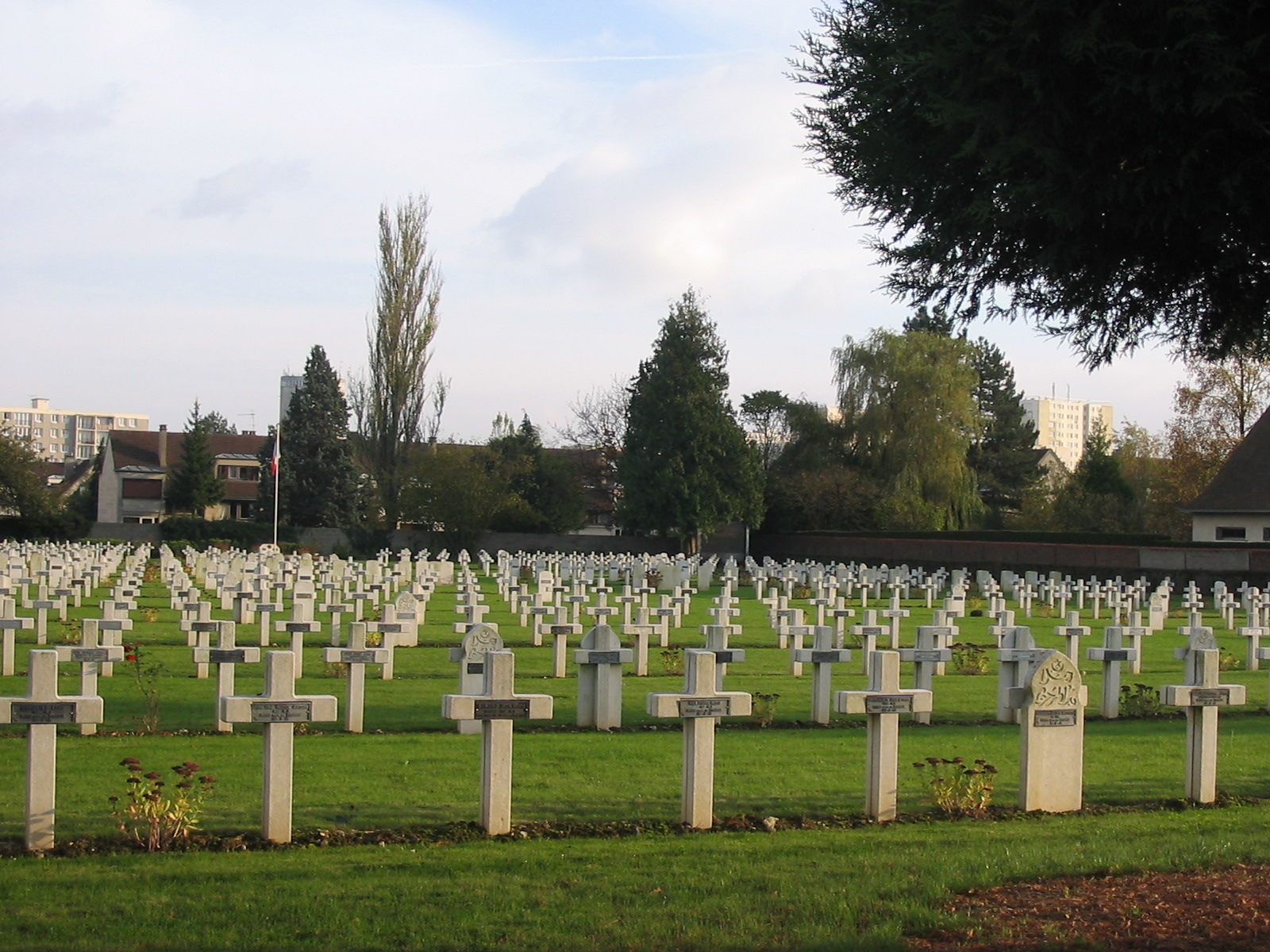
Nécropole nationale de Marissel.

Durant la Première Guerre mondiale, Beauvais vit pendant quatre ans l'existence d'une ville de l'arrière, assez proche du front, une existence compliquée par les aléas d'un ravitaillement irrégulier.
En mars 1918, l'hôtel de ville devient le QG du général Foch, c'est là qu'il se voit confier le commandement suprême des armées alliées, par les gouvernements français, anglais et américain.
Vers la fin de la guerre, du mois d'avril au mois de juin, la ville est bombardée à huit reprises, ce qui occasionne la destruction de 80 maisons. Le jour de l'armistice, la ville déplore 719 morts au combat, et 13 civils tués pendant les bombardements.
Dans l'entre-deux-guerres, Beauvais continue de vivre de ses activités du passé, mais la crise économique précipite le déclin de la cité, et plus largement du Beauvaisis. Dès la déclaration de la Seconde Guerre mondiale, Beauvais retrouve le rôle de ville-hôpital qu'elle avait connu entre 1914 et 1918. Mais, début juin 1940, la ville est attaquée par la Luftwaffe, dont les bombes allument un gigantesque incendie. Les deux tiers de la ville sont en flammes, la moitié des maisons détruites. La ville martyre, qui a perdu presque tous les vestiges de son passé, s'enfonce dans la misère et les privations.
C'est durant cette période noire, en 1943, que quatre communes voisines furent rattachées à Beauvais :
- Marissel, peuplée de 2 326 habitants au recensement de 1936[136] ;
- Saint-Just-des-Marais, peuplée de 2 095 habitants en 1936[137] ; cette dernière avait porté, durant la Révolution le nom de La Chaussée-de-la-Montagne[137] ;
- Voisinlieu, peuplée de 2 294 habitants en 1936[138] ;
- une importante partie de Notre-Dame-du-Thil, soit environ 1 500 des 1 647 habitants la peuplant en 1936[139] ; cette commune avait porté, durant la Révolution le nom de Duthil-la-Montagne[139].

« Bonne ville de France, vieille cité de l'Île-de-France, cité meurtrie, cité mutilée… ». C'est en ces termes que le général de Gaulle salue Beauvais en août 1945. Il faut en effet reconstruire sur les 43 hectares de déblais, quadrillés par des rues désertes. « Les témoins du passé sont morts et bien morts » disait l'architecte Georges Noël, et il fallait éviter d'imaginer « un mauvais décor », tout en mettant en valeur les églises et les bâtiments qui avaient survécu aux destructions. Des années sont nécessaires pour réussir ce pari, pour bâtir de nouveaux logements, réédifier les bâtiments publics, les hôpitaux, les établissements d'enseignement. Le plan de reconstruction s'efforce de respecter l'équilibre des anciens quartiers, avec des rues plus larges, plus régulières.
Mais il faut attendre les années 1960 pour que la reconstruction s'achève véritablement, pour que de nouveaux quartiers soient édifiés sur les plateaux (Argentine et Saint-Jean) et pour que de nouvelles industries redonnent du dynamisme à la ville. Pendant Mai 68 la ville est très tôt aux avant-postes de la grève générale qui s'étend. Jeudi 16 mai, les 1 800 salariés de Lockheed à Beauvais décident de poursuivre la grève commencée la veille mercredi 15 mai.
En 1974 est inauguré le Palais de justice et, en 1976, s'ouvre la Galerie nationale de la tapisserie de Beauvais. Les anciens abattoirs de la ville accueillent la manufacture de la tapisserie. Au cours des années quatre-vingt-dix, l'ancien bureau des Pauvres est aménagé en centre culturel et l'antenne universitaire ouvre ses portes.

## Administration et politique

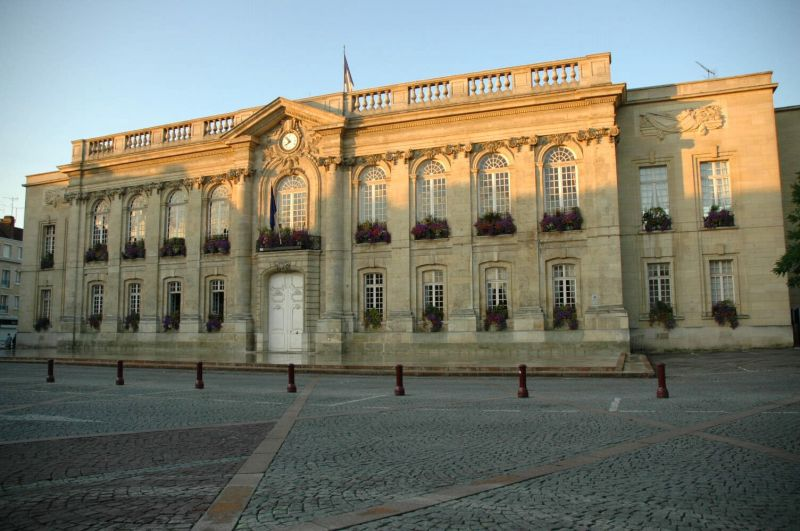
La mairie de Beauvais.

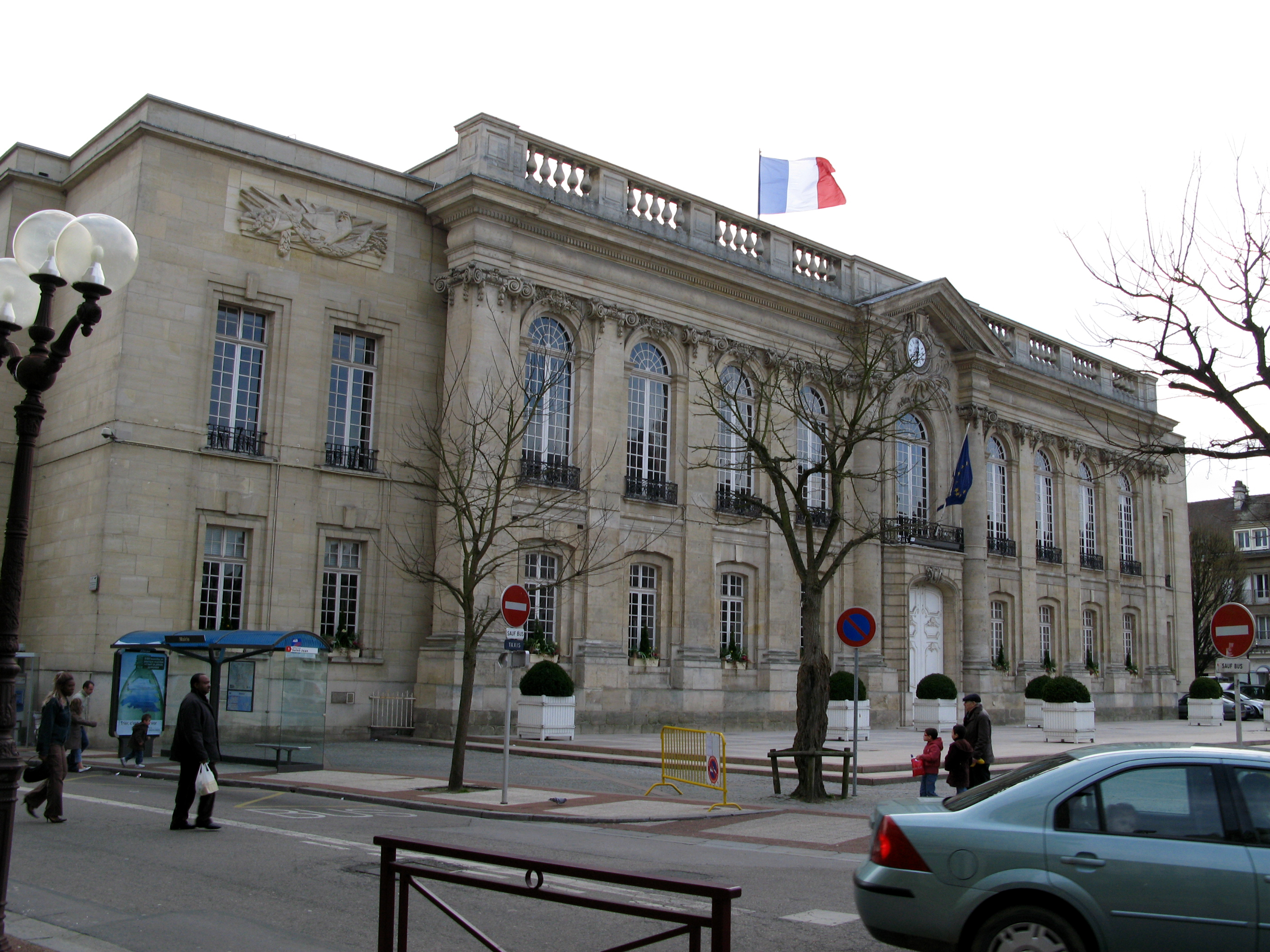
L'hôtel de ville aperçu en débouchant de la rue de la Madeleine (venant de la place du Marché) sur la place Jeanne-Hachette.

Les anciens cantons de Beauvais, avant 2014.

### Représentation de l'Etat
Beauvais est la ville-préfecture du département de l'Oise depuis le 4 mars 1790, date de création du département d'après la loi du 22 décembre 1789.
Elle est aussi le chef-lieu de l'arrondissement de Beauvais, qui est représenté par le préfet de l'Oise lui-même.
Les services de la préfecture sont situés au sein de l'Hôtel de préfecture de l'Oise, anciennement Abbaye Saint-Quentin, depuis 1824. Auparavant, les services se situaient dans le Palais épiscopal, qui accueille aujourd'hui le musée départemental de l'Oise.
Depuis le 25 novembre 2024, c'est Jean-Marie Caillaud qui est préfet de l'Oise.

### Découpage territorial et rattachements électoraux

#### Collectivités territoriales

##### Région
Au niveau régional, depuis la réforme territoriale de 2015, Beauvais fait partie de la région administrative des Hauts-de-France, fusion des anciennes régions Picardie, dont elle faisait partie jusque-là, et Nord-Pas-de-Calais, et dont le président du conseil est Xavier Bertrand, élu en 2015 et réélu en 2021.

##### Département
Au niveau départemental, depuis le redécoupage cantonal de 2014, Beauvais est le bureau centralisateur de deux cantons :

- le canton de Beauvais-1 , qui comprend notamment la partie de Beauvais située au nord d'une ligne définie par l'axe des voies et limites suivantes : depuis la limite territoriale de la commune de Goincourt, cours de la rivière Avelon, rivière de Saint-Quentin, rue Lucien-Lainé, rue du Général-Leclerc, cours Scellier, boulevard Antoine-Loisel, rue Saint-Pierre, rue des Jacobins, rue Pierre-Jacoby, rue de la Madeleine, boulevard Jules-Brière, rue du Thérain, rue du Pont-d'Arcole, rue Louis-Coatalen, rue du Pont-d'Arcole, rue de l'Abbé-Pierre, avenue John-Fitzgerald-Kennedy, ligne de chemin de fer jusqu'à la limite de la commune de Therdonne;

- et le canton de Beauvais-2, qui comprend, entre autres, la partie de la ville non-comprise dans le canton de Beauvais-1. Chaque canton est représenté par un binôme. Il s'agit de Nadège Lefebvre et Franck Pia pour le canton de Beauvais-1 et de Brigitte Lefebvre et Charles Loquet pour le canton de Beauvais-2. Tous quatre ont été élus en 2015 et réélus en 2021. Nadège Lefebvre est par ailleurs présidente du conseil départemental depuis 2017, date à laquelle elle a succédé à Edouard Courtial, devenu sénateur de l'Oise et concerné par la loi sur le non-cumul des mandats de 2014.

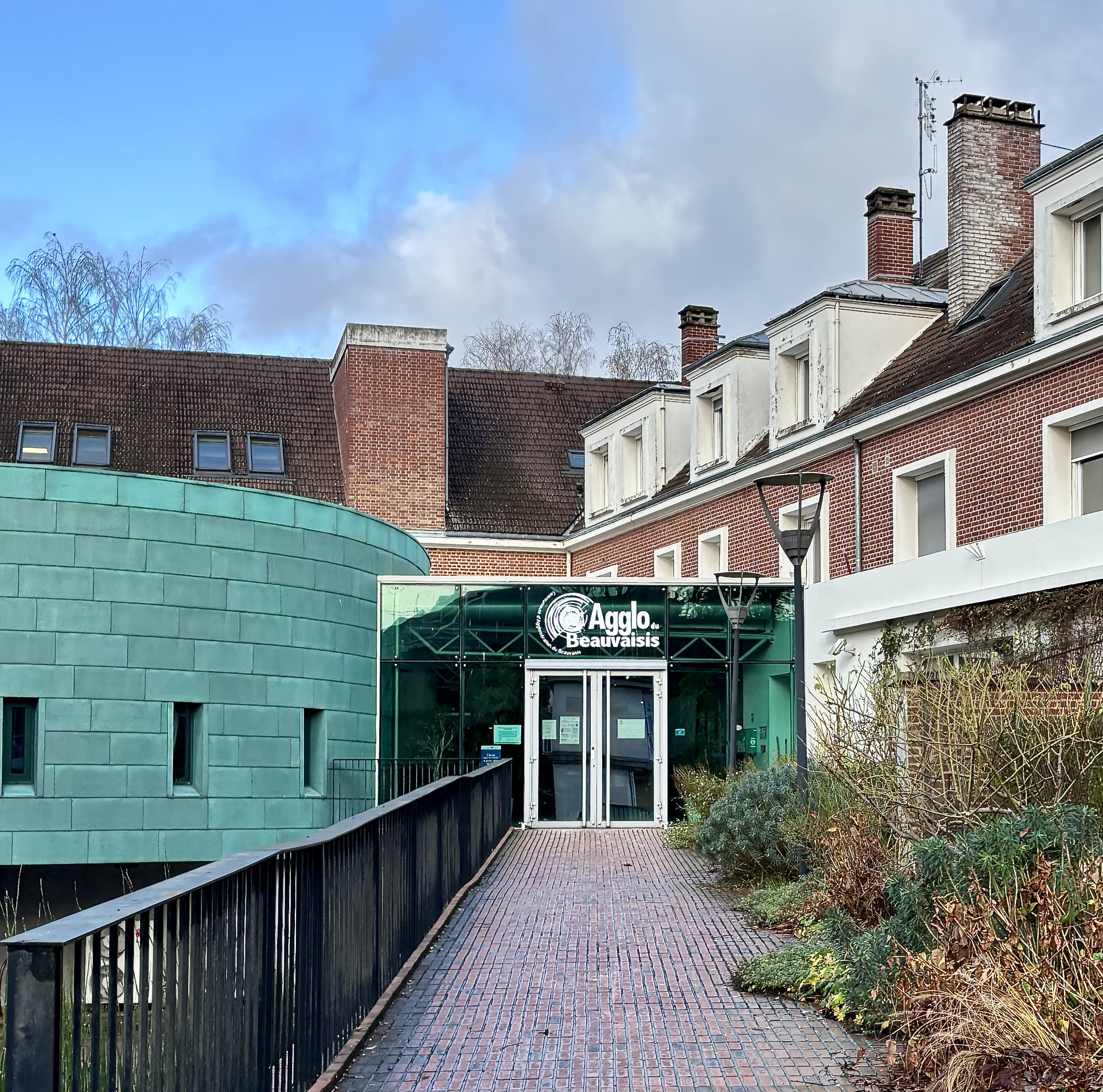
Le siège de la communauté d'agglomération.

##### Intercommunalité
Au niveau intercommunal, Beauvais est la ville-centre de la communauté d'agglomération du Beauvaisis, dite "CAB", établissement public de coopération intercommunale (EPCI) à fiscalité propre auquel la commune a transféré un certain nombre de ses compétences dans les conditions déterminées par le code général des collectivités territoriales.
Crée en 2004 en remplacement de l'ancienne communauté de communes du Beauvaisis,, première communauté d'agglomération créé dans le département de l'Oise, elle regroupe depuis 2018, date de son dernier élargissement, 53 communes et plus de 100 000 habitants représentés par 101 conseillers communautaires sous la présidence de Caroline Cayeux, par ailleurs ancienne maire de Beauvais de 2001 à 2022.

##### Municipalité
Au niveau communal, Beauvais est administré par un conseil composé de 45 membres, répartis en plusieurs groupes selon qu'ils appartiennent à la majorité ou bien à l'opposition au maire.
Depuis le conseil municipal extraordinaire du 9 septembre 2022, convoqué à la suite de la démission de Caroline Cayeux de ses fonctions de maire de Beauvais, le conseil est composé comme suit: le maire, Franck Pia, 12 maires adjoints, 16 conseillers municipaux délégués, 5 conseillers municipaux de la majorité municipale - dont l'ancienne maire Caroline Cayeux - et 11 conseillers municipaux d'opposition - dont Claire Marais-Beuil, députée de la 1ère circonscription de l'Oise, David Magnier, député de la 7ème et Philippe Enjolras, ancien président de la Chambre de commerce et d'industrie de l'Oise.

#### Représentation parlementaire

##### Assemblée nationale
Pour les élections législatives, Beauvais est à cheval sur deux circonscriptions: la 1ère et la 2ème circonscriptions de l'Oise, toutes deux comptant également d'autres communes de l'aire urbaine de Beauvais et de la communauté d'agglomération du Beauvaisis.
Depuis les élections législatives anticipées des 30 juin et 7 juillet 2024, qui ont suivi la dissolution de l'Assemblée nationale par le Président de la République Emmanuel Macron, les 1ère et 2ème circonscriptions de l'Oise sont représentées respectivement par Claire Marais-Beuil et Philippe Ballard, tous deux élus du Rassemblement national.

##### Sénat
Pour les élections sénatoriales, Beauvais est concernée par les listes constituées pour le département de l'Oise.
Depuis le renouvellement sénatorial de septembre 2023, Beauvais est représentée au Sénat par les sénateurs de l'Oise Olivier Paccaud, Sylvie Valente-Le-Hir, Edouard Coutial, ancien député et président du conseil départemental de l'Oise, et Alexandre Oizille.

### Tendances politiques et résultats des différents scrutins nationaux à Beauvais
À l'élection présidentielle de 2002, le premier tour a vu arriver en tête Jean-Marie Le Pen avec 20,72 %, suivi de Jacques Chirac avec 19,31 %, puis de Lionel Jospin avec 16,25 % et enfin Arlette Laguiller avec 7,22 %, puis François Bayrou avec 6,11 % et Jean-Pierre Chevènement avec 5,52 %, aucun autre candidat ne dépassant le seuil des 5 %. Au second tour, les électeurs ont voté à 74,93 % pour Jacques Chirac contre 25,07 % pour Jean-Marie Le Pen avec un taux d'abstention de 19,72 %, participation relativement similaire à la moyenne nationale (respectivement 82,21 % et 17,79 % ; abstention 20,29 %) mais résultat beaucoup moins élevé pour Jacques Chirac.
Au référendum sur le traité constitutionnel pour l'Europe du 29 mai 2005, les Beauvaisiens ont voté contre la Constitution européenne, avec 60,78 % de Non contre 39,22 % de Oui avec un taux d'abstention de 34,13 % (France entière : Non à 54,67 % ; Oui à 45,33 %). Ces chiffres sont légèrement inférieurs à la tendance départementale de l'Oise (Non à 62,38 % ; Oui à 37,62 %).
À l'élection présidentielle de 2007, le premier tour a vu se démarquer en tête Nicolas Sarkozy avec 30,23 %, suivi par Ségolène Royal avec 27,45 %, François Bayrou avec 16,07 %, Jean-Marie Le Pen avec 12,42 %, puis Olivier Besancenot avec 4,63 % et Arlette Laguiller avec 2,08 % aucun autre candidat ne dépassant le seuil des 2 %. Le second tour a vu arriver en tête Nicolas Sarkozy avec 51,93 % (national : 53,06 %) contre 48,07 % pour Ségolène Royal (résultat national : 46,94 %).

À l'élection présidentielle de 2012, François Hollande arrive largement en tête au premier tour avec 31,13 % des voix contre 24,39 % pour son adversaire Nicolas Sarkozy et 19,73 % pour sa poursuivante Marine Le Pen, suivie par Jean-Luc Mélenchon avec 11,53 %, François Bayrou avec 7,23 %, Eva Joly avec 1,87 %, Nicolas Dupont-Aignan avec 1,60 %, Philippe Poutou avec 1,30 %, Nathalie Arthaud avec 0,94 %, enfin, Jacques Cheminade avec 0,28 %. Au deuxième tour, François Hollande l'emporte logiquement avec 54,91 % contre 45,09 % pour Nicolas Sarkozy. Ces chiffres sont sensiblement supérieurs à la faveur de François Hollande dans cette commune par rapport au niveau national. Cela s'explique du fait que la commune est plus jeune que le reste du département, d'une part et historiquement ancrée à gauche d'autre part. (résultat national : François Hollande 51,64 %, Nicolas Sarkozy 48,36 %).

### Administration municipale
Au niveau communal, Beauvais est administré par un conseil composé de 45 membres, répartis en plusieurs groupes selon qu'ils appartiennent à la majorité ou bien à l'opposition au maire.
Depuis le conseil municipal extraordinaire du 9 septembre 2022, convoqué à la suite de la démission de Caroline Cayeux de ses fonctions de maire de Beauvais, le conseil est composé comme suit: le maire, Franck Pia, 12 maires adjoints, 16 conseillers municipaux délégués, 5 conseillers municipaux de la majorité municipale - dont l'ancienne maire Caroline Cayeux - et 11 conseillers municipaux d'opposition - dont Claire Marais-Beuil, députée de la 1ère circonscription de l'Oise, David Magnier, député de la 7ème circonscription de l'Oise et Philippe Enjolras, ancien président de la Chambre de commerce et d'industrie de l'Oise.
Depuis 2001, la ville de Beauvais est administrée par des majorités municipales de droite/centre-droit présidées par Caroline Cayeux (RPR, UMP, LR puis DVD) jusqu'en 2022, puis par Franck Pia (UDI) depuis lors. Les différentes majorités municipales qui se sont succédé depuis 2001 émanent de Beauvais pour tous, association crée en 2000 par Caroline Cayeux, alors candidate aux élections municipales de l'année suivante, pour fédérer de manière a-partisane toutes les bonnes volontés en faveur de la ville de Beauvais.
Lors du second tour des élections municipales de 2014 dans l'Oise, la liste UMP de la maire sortante Caroline Cayeux obtient la majorité absolue des suffrages exprimés, avec 10 802 voix (57,24 %, 36 conseillers municipaux élus dont 28 communautaires), devançant très largement celles respectivement menées par : 

-  Thibaud Viguier (PS, EELV - PRG, 5 083 voix, 26,93 %, 6 conseillers municipaux élus dont 5 communautaires) ;

-  Florence Italiani (FN, 2 985 voix, 15,81 %, 3 élus au conseil municipal, également élus au conseil communautaire) ;

- Philippe Enjolras (DVC, 686 voix, 5,75 %, 1 conseiller municipal élu, également élu conseiller communautaire).
 
Lors de ce scrutin, 41,84 % des électeurs se sont abstenus.
Au premier tour des élections municipales de 2020 dans l'Oise, la liste LR - UDI - LC - LREM - MDM - SL menée par la maire sortante obtient la majorité absolue des suffrages exprimés, avec 6 050 voix (50,75 %, 35 conseillers municipaux élus dont 34 communautaires), devançant très largement les listes menées respectivement par :

- Roxane Lundy (G.s - PS - PCF - EÉLV - LFI - LRDG 3 782 voix, 31,72 %, 7 élus conseillers municipaux et également communautaires) ;

- Claire Marais-Beuil (RN, LDP, 1 163 voix, 9,75 %, 2 élus conseillers municipaux et également communautaires). 

Lors de ce scrutin marqué par la Pandémie de Covid-19 en France, 63,91 % des électeurs se sont abstenus.

### Liste des maires
| Période           | Période                         | Identité          | Étiquette                  | Qualité |
| ----------------- | ------------------------------- | ----------------- | -------------------------- | --- |
| 1944              | 1945                            | Amédé Bourdon     |                            | |
| 1945              | 1947                            | Henri de Ridder   | SFIO                       | Professeur |
| 1947              | mars 1954                       | Robert Sené       | RPF                        | Directeur de journal, résistant Sénateur de l'Oise (1948 → 1957) |
| 1954              | mars 1972                       | Pierre Jacoby     | UNR puis UDR               | Conseiller général de Beauvais-Nord-Est (1950 → 1972) |
| 1972              | mars 1977                       | Édouard Grospiron | UDR                        | |
| 1977              | mars 2001                       | Walter Amsallem   | PS                         | Pharmacien Conseiller général de Beauvais-Nord-Est (1972 → 1982) Conseiller général de Beauvais-Nord-Ouest (1982 → 1988) Conseiller régional de Picardie (1977 → 1999), Président du Conseil régional de Picardie (1983 → 1985) |
| 25 mars 2001      | 31 août 2022,                   | Caroline Cayeux,  | RPR puis UMP → LR puis DVD | Enseignante en droit et en anglais Conseillère régionale de Picardie (2004 → 2011) Sénatrice de l'Oise (2011 → 2017) Présidente de la communauté d'agglomération du Beauvaisis (2004 → ) Présidente de la fédération des villes moyennes de France (2014 → 2022) Présidente du Syndicat mixte de l'Aéroport de Beauvais-Tillé (2015 → ) Ministre déléguée aux collectivités locales (2022 → 2022) Démissionnaire à la suite de sa nomination comme ministre |
| 9 septembre 2022, | En cours (au 12 septembre 2022) | Franck Pia        | UDI                        | Cadre à la Chambre d'agriculture de l'Oise Ancien ancien assistant parlementaire de Michel Souplet Conseiller départemental de Beauvais-2 (2015 → ) Vice-président du conseil départemental de l'Oise (2015 → ) Conseiller communautaire délégué de la CA du Beauvaisis ( ? → ) |

### Labels et distinctions
En 2010, la commune de Beauvais a été récompensée par le label « Ville Internet @@@@ ».

### Jumelages et partenariats
Les jumelages de la ville sont organisés par le Comité de Jumelage, une association loi de 1901. La municipalité de Beauvais a conclu trois jumelages avec :
| Ville | Ville     | Pays | Pays        | Période               |
| ----- | --------- | ---- | ----------- | --------------------- |
|       | Dej       |      | Roumanie    | depuis 1995           |
|       | Maidstone |      | Royaume-Uni | depuis 1961           |
|       | Setúbal   |      | Portugal    | depuis le 5 juin 1982 |
|       | Tczew     |      | Pologne     | depuis 2003           |
|       | Witten    |      | Allemagne   | depuis 1975           |

- Maidstone (Angleterre) depuis 1961 : chef-lieu du Kent, les échanges sont artistiques, sportifs (tennis de table[173] depuis 1973) et associatifs ;
- Witten (Allemagne) depuis 1975, bien que des échanges aient déjà eu lieu dès 1961. Les échanges ont démarré entre anciens marins, le club sportif de la ville (BOUC) et les philatélistes. Se pratiquent également les échanges scolaires, culturels et sportifs ;
- Setúbal (Portugal) depuis 1982, réunissant des échanges sportifs et culturels. Au niveau scolaire, des établissements pratiquent de nombreux échanges via internet.

Il existe aussi des partenariats avec :
- Dej (Roumanie) depuis 1995 ;
- Tczew (Pologne) depuis 2003.

## Équipements et services publics

### Enseignement
La ville de Beauvais relève de l'académie d'Amiens. Ses écoles sont gérées par la Direction de l'éducation de la mairie sous la supervision de l'inspection départementale de l'Éducation nationale. La ville compte 25 écoles maternelles, 31 écoles élémentaires, 7 collèges, 11 lycées,,. Voici ci-dessous la liste exhaustive des établissements scolaires de la ville :
Beauvais  accueille une antenne de l'université de Picardie. L'antenne universitaire de Beauvais propose six licences dans le domaine des langues, des lettres et des sciences ainsi que plusieurs diplômes universitaires. Il faut aussi signaler la présence de deux écoles privées d'ingénieurs (Institut Polytechnique LaSalle Beauvais et Institut des techniques d'ingénieur de l'industrie), d'un Inspe, d'un IUT, d'une école d'infirmières, et d'établissements préparant aux BTS. Trois mille étudiants fréquentent ces établissements.

### Équipements sportifs
La ville dispose de plusieurs équipements sportifs, parmi lesquels :
- le vélodrome George-Lebesgue (parc Marcel-Dassault) ;
- l'Elispace : palais des sports et des spectacles (2 700 places en configuration sport, 4 500 en configuration spectacle/concert). Cette salle a été utilisée, notamment, pour tous les matchs de la Coupe du Président mondial de handball féminin de 2007.
- l'Aquaspace : complexe aquatique avec piscine, fosse de plongée, espace balnéothérapie.
- trois piscines : Aldebert-Bellier, Marcel-Dassault et Aquaspace.

### Santé
Le centre hospitalier de Beauvais, de par sa taille et la variété de ses activités, est le deuxième centre hospitalier général de Picardie. Doté de 910 lits, il comporte les disciplines classiques de médecine, chirurgie et gynécologie-obstétrique. L'établissement a plusieurs spécialités :
- Spécialités médicales : cardiologie, néphrologie, neurologie, hémato-oncologie, gastro-entérologie, pneumologie, pédiatrie, néonatologie ;
- Spécialités chirurgicales : orthopédie, viscérale et faciale, urologie, maxillo-faciale et odontologie, ORL, ophtalmologie ;
- Gynécologie obstétrique ;
- Unité de convalescence et de réadaptation, unité Alzheimer, USLD (unité de soins longue durée), EHPAD ;
- Dialyse.

Le personnel du centre hospitalier de Beauvais en 2006 est composé de 2 125 employés dont 236 médecins.
Situé dans le quartier de Saint-Lucien, le centre hospitalier, comme tout établissement public de santé, est le siège d'un conseil d'administration présidé par le premier magistrat de la ville. Il est géré par une équipe de direction d'une dizaine de personnes,.
L'hôpital sera agrandi en 2010 de 3 600 m2, pour faire face à un accroissement d'activité dans les domaines de la radiothérapie, de l'hospitalisation ambulatoire et de court séjour.
La ville de Beauvais est le siège, outre du centre hospitalier, de nombreux autres établissements : la clinique du Parc Saint-Lazare et le Foyer départemental de l'Enfance.

### Justice, sécurité, secours et défense
Beauvais accueille un Tribunal judiciaire, un tribunal de commerce ainsi que les archives départementales de l'Oise.

## Population et société

### Démographie

#### Évolution démographique
L'évolution du nombre d'habitants est connue à travers les recensements de la population effectués dans la commune depuis 1793. Pour les communes de plus de 10 000 habitants les recensements ont lieu chaque année à la suite d'une enquête par sondage auprès d'un échantillon d'adresses représentant 8 % de leurs logements, contrairement aux autres communes qui ont un recensement réel tous les cinq ans,.

En 2022, la commune comptait 55 906 habitants, en évolution de −0,2 % par rapport à 2016 (Oise : +0,87 %, France hors Mayotte : +2,11 %).
| 1793   | 1800   | 1806   | 1821   | 1831   | 1836   | 1841   | 1846   | 1851   |
| ------ | ------ | ------ | ------ | ------ | ------ | ------ | ------ | ------ |
| 12 449 | 12 392 | 13 183 | 12 798 | 12 867 | 13 082 | 13 925 | 14 527 | 14 216 |

| 1856   | 1861   | 1866   | 1872   | 1876   | 1881   | 1886   | 1891   | 1896   |
| ------ | ------ | ------ | ------ | ------ | ------ | ------ | ------ | ------ |
| 14 286 | 15 364 | 13 609 | 13 541 | 16 600 | 17 525 | 18 441 | 19 382 | 19 906 |

| 1901   | 1906   | 1911   | 1921   | 1926   | 1931   | 1936   | 1946   | 1954   |
| ------ | ------ | ------ | ------ | ------ | ------ | ------ | ------ | ------ |
| 20 300 | 20 248 | 19 841 | 19 270 | 19 387 | 18 738 | 18 869 | 23 156 | 26 756 |

| 1962   | 1968   | 1975   | 1982   | 1990   | 1999   | 2006   | 2011   | 2016   |
| ------ | ------ | ------ | ------ | ------ | ------ | ------ | ------ | ------ |
| 33 995 | 46 777 | 54 089 | 52 365 | 54 190 | 55 392 | 55 481 | 54 189 | 56 020 |

| 2021   | 2022   | - | - | - | - | - | - | - |
| ------ | ------ | - | - | - | - | - | - | - |
| 56 677 | 55 906 | - | - | - | - | - | - | - |

Beauvais comptait 12 449 habitants pendant la Révolution. Il a fallu 150 ans pour que la population double une première fois puis un peu moins de vingt ans pour de nouveau augmenter de 100 %. Après avoir connu une forte augmentation depuis le milieu du XXe siècle, et plus particulièrement entre 1946 et 1975 où la population est passée de 23 156 à 54 089 habitants environ, le nombre d'habitants s'est stabilisé depuis 1975. Entre 1975 et 1999, la population a quasiment stagné, avec une croissance de 1 300 habitants. Beauvais est la ville la plus peuplée du département, avec 55 481 habitants en 2006.

#### Pyramide des âges
La population de la commune est relativement jeune.
En 2018, le taux de personnes d'un âge inférieur à 30 ans s'élève à 40,9 %, soit au-dessus de la moyenne départementale (37,3 %). À l'inverse, le taux de personnes d'âge supérieur à 60 ans est de 22,3 % la même année, alors qu'il est de 22,8 % au niveau départemental.
En 2018, la commune comptait 26 584 hommes pour 30 021 femmes, soit un taux de 53,04 % de femmes, légèrement supérieur au taux départemental (51,11 %).
Les pyramides des âges de la commune et du département s'établissent comme suit.
| Hommes | Classe d’âge | Femmes |
| ------ | ------------ | ------ |
| 0,6    | 90 ou +      | 1,5    |
| 5,5    | 75-89 ans    | 8,1    |
| 13,4   | 60-74 ans    | 15,1   |
| 18,1   | 45-59 ans    | 18,2   |
| 19,2   | 30-44 ans    | 18,0   |
| 22,5   | 15-29 ans    | 20,5   |
| 20,7   | 0-14 ans     | 18,5   |

| Hommes | Classe d’âge | Femmes |
| ------ | ------------ | ------ |
| 0,5    | 90 ou +      | 1,4    |
| 5,5    | 75-89 ans    | 7,6    |
| 15,6   | 60-74 ans    | 16,3   |
| 20,8   | 45-59 ans    | 20     |
| 19,4   | 30-44 ans    | 19,4   |
| 17,6   | 15-29 ans    | 16,2   |
| 20,6   | 0-14 ans     | 19,1   |

### Manifestations culturelles et festivités
- Blues autour du Zinc
- Festival du Film
- Rencontres d'ensembles de violoncelles
- Pianoscope
- EXPO60, la Foire Exposition de l'Oise
- Le Salon de l'Automobile de Beauvais
- Fêtes Jeanne Hachette
- Fête de l'Ane et des traditions Aux Marais
- Spectacle La Cathédrale Infinie
- Les Scènes d'Eté
- Malices et Merveilles
- Beach Beauvais et Canada Beach
- Les Photaumnales
- Les Féeries de Noël et son Marché de Noël

### Sports et loisirs
En 2006, Beauvais a terminé première au challenge de la ville la plus sportive de France, organisé par le journal L'Équipe.
Les sports les plus représentés dans cette ville sont :
- le basketball : BBCO ainsi que le BOUC ;
- le football : AS Beauvais Oise (CFA), Beauvais CO (division d'honneur) ;
- le volleyball : Beauvais OUC, vainqueur de la Coupe de France 2008 et finaliste en 2015, qualifié pour la Ligue des Champions 2008-2009 ;
- le rugby à XV : Beauvais XV rugby club
- le handball : Beauvais OUC
- le billard français ou carambole : ASBM Billard (Association Sportive Beauvais Marissel), où Éric Castaner, champion de France, a officié[réf. nécessaire] ;
- le roller-hockey : Salamandres de Beauvais.
- tennis de table : TT Beauvais.
- la natation : BAC (Beauvais Aquatique Club).
- Football Américain : Les Predators de Beauvais (Régional 1) Champion 2019 de Régional 2

### Cultes

#### Catholicisme
Beauvais compte sept églises catholiques.

#### Protestantisme
- Temple réformé, rue Saint-Nicolas ;
- Évangélique assemblée de Dieu, rue Alfred-Dancourt ;
- Église évangélique le Réveil, rue Bossuet ;
- Église protestante évangélique, boulevard du Docteur-Lamotte ;
- Temple évangélique assemblée de Dieu, rue de la Tapisserie.

#### Islam
- Mosquée Hamza, rue du Faubourg Saint-Jacques ;
- Mosquée, rue Jean-de-Lignières ;
- Mosquée, rue de Clermont[188].

La mosquée Bilal, rue Corréus, future grande mosquée de Beauvais, fait l'objet d'une fermeture administrative de 6 mois ordonnée le 27 décembre 2021 par la préfète de l'Oise dans le cadre de la lutte contre l'islamisme radical.

#### Judaïsme
- Synagogue, rue Jules-Isaac.

#### Églises millénaristes
- Salle du royaume des témoins de Jehovah, rue du Faubourg Saint-André ;
- Salle du royaume des témoins de Jehovah, rue Saint-Louis.

### Médias

#### Presse locale
La commune ne possède guère de média spécifiquement beauvaisien, à part L'Observateur de Beauvais, l'Argentinal et le magazine municipal Beauvais notre ville devenu Beauvaisis notre territoire. Désormais il parle aussi de l'agglomération du Beauvaisis.
L'information locale est essentiellement écrite, Le Courrier picard et Le Parisien disposent d'une agence en ville. Les autres titres sont : Le Bonhomme picard, L'Observateur de Beauvais, Oise Hebdo, La Gazette Picardie, L'Oise agricole.

#### Radios locales
La ville est couverte par des antennes locales de radios :
- 88.3 Contact FM : radio régionale couvrant l'ensemble des Hauts-de-France.
- 89.2 NRJ Beauvais : déclinaison locale d'NRJ pour Beauvais.
- 89.7 FMC Radio programme Evasion : radio locale commerciale de l'Oise rachetée par le groupe HPI Groupe en 2014. Ses studios se trouvent dans la zone commerciale des Haies à Saint-Maximin, près de Creil.
- 90.9 Chante France : radio musicale de Paris proposant exclusivement de la musique française.
- 93.0 Radio Mercure : la radio associative de Beauvais qui a traversé quelques difficultés en 2012 et 2015.
- 96.9 Voltage : radio musicale commerciale de Paris.
- 100.7 Radio Notre-Dame / Fréquence protestante : radios religieuses parisiennes émettant en partage de fréquence.
- 106.8 France Bleu Picardie : radio locale publique de la Picardie. Elle est arrivée à Beauvais en 2016 pour remplacer la radio associative Kabyle FM qui a subi la liquidation judiciaire de l'Association berbère beauvaisienne en 2013.

#### Télévision
La chaîne France 3 Picardie est disponible dans tout le département grâce au site de Saint-Just-en-Chaussée qui émet aussi les autres chaînes de la TNT ainsi que les radios publiques recevables dans tout l'Oise.

## Économie

### Entreprises
Plusieurs grandes entreprises y ont leurs sièges sociaux. Beauvais est également une ville dont l'économie repose en grande partie sur les administrations publiques territoriales : la préfecture, la mairie, le centre hospitalier. Parmi les dix plus gros employeurs du département, deux sont localisés à Beauvais : le centre hospitalier et le conseil général de l'Oise. Les administrations publiques représentent 10,4 % de l'emploi.
Beauvais est également le siège de la Chambre de commerce et d'industrie de l'Oise qui gère le port de Creil et l'Aéroport de Paris Beauvais Tillé. L'aéroport de Beauvais Tillé est un facteur positif pour le développement économique du Beauvaisis. Il est devenu un des premiers aéroports régionaux en France, du fait de sa proximité avec Paris et d'une stratégie tournée vers les compagnies aériennes à prix bas. Le nombre d'emplois créés est estimé à 800 entre 2001 et 2005. Ce qui fait de l'aéroport le plus gros créateur d'emplois dans le Beauvaisis.
Le nombre total d'établissements est d'environ 3 100 (au 31 décembre 2004), dont 1 280 entreprises individuelles et le nombre total d'entreprises est d'environ 2 350. En 2004, 146 entreprises ont plus de 50 salariés. Le nombre de créations d'entreprises pour l'année 2006 est de 422.
En 2004, les établissements industriels qui ont le plus d'employés se retrouvent principalement dans le secteur de la fabrication d'équipements automobiles (Groupement international mécanique Agric), de la fabrication de matériel agricole (Massey-Ferguson), de la fabrication d'éponges (Spontex SNC), de l'industrie de la brosserie (La Brosse et Dupont), de la fabrication de glaces et sorbets (Findus), de la fabrication d'appareils de réception, enregistrement ou reproduction du son et de l'image (A Novo), de la fabrication de parfums et cosmétiques (LVMH Fragrance Brands, anciennement Parfum Givenchy) et de la fabrication de produits pharmaceutiques (Laboratoires Biocodex). Une grande partie de ces établissements industriels sont sous contrôle étranger. Le groupe allemand Bosch y a également détenu un établissement fabricant des systèmes de freinage, mais celui-ci a fermé en 2010. Le groupe américain AGCO détient depuis 2013 un établissement de fabrication de matériel agricole, qui assemble les tracteurs Massey-Ferguson. Renault Agriculture et Agco ont formé une coentreprise, appelée Groupement International de Machinisme Agricole (Gima), dans le secteur des études, du développement et de la fabrication de transmission. Nestlé a un établissement de fabrication de glaces et de sorbets.

### Emploi
La commune de Beauvais comptait environ 36 550 emplois (salarié + non salarié) en 1999, dont 34 591 emplois salariés. Le taux annuel moyen de variation de l'emploi total, entre 1990 et 1999, est +8,0 %. Le nombre de demandeurs d'emploi au 31 décembre 2006 était de 3 090 et le taux de chômage de 18,1 %. En 1999, le taux d'activité entre 25 et 49 ans s'établissait à 83,3 %.
Répartition de l'emploi
|                            | Tertiaire | Industrie | Construction | Agriculture |
| -------------------------- | --------- | --------- | ------------ | ----------- |
| Beauvais                   | 74,9 %    | 19,8 %    | 4,9 %        | 0,3 %       |
| Moyenne nationale          | 71,5 %    | 18,3 %    | 6,1 %        | 4,1 %       |
| Source des données : Insee |           |           |              |             |

L'agriculture est très peu représentée parmi les emplois beauvaisiens avec 0,3 %, tout comme le secteur de la construction qui représente 4,9 % des emplois. Contrairement à ces deux secteurs dont la part est inférieur à la moyenne nationale, le secteur de l'industrie représente une part significative de la population active de Beauvais, 19,8 %, et est légèrement plus importante qu'au niveau national. Le secteur tertiaire regroupe pratiquement la totalité de l'emploi avec un taux de 74,9 %.

### Revenus de la population et fiscalité
La fiscalité directe locale est située dans la moyenne départementale pour les communes de population équivalente. En 2003, la taxe d'habitation était de 13,54 % pour la part communale, 1,83 % pour le syndicat de communes et 7,13 % pour la part départementale, et respectivement 28,88 %, 3,38 % et 12,47 % pour le foncier bâti, 57,62 %, 5,86 % et 31,00 % pour le foncier non bâti et 14,82 %, 2,07 % et 7,00 % pour la taxe professionnelle.
La ville est la 222e de France de plus de 20 000 habitants, et la deuxième du département de l'Oise derrière Compiègne et devant Creil, pour la proportion d'assujettis à l'impôt de solidarité sur la fortune (ISF), soit 274 foyers fiscaux déclarant un patrimoine moyen de 1 752 905 € en 2006. L'impôt moyen sur la fortune à Beauvais est de 7 340 €/an contre 8 055 €/an au niveau de la moyenne nationale,.
En 2010, le revenu fiscal médian par ménage était de 23 360 €.
| Beauvais                                    | 9,0 | 1 984  | 4 739  | 23,7 |
| Oise                                        | 3,9 | 10 872 | 23 419 |      |
| Picardie                                    | 4,4 | 30 867 | 67 497 |      |
| Source des données : C.A.F[réf. incomplète] |     |        |        |      |

## Culture locale et patrimoine
La vie locale est animée de quelques évènements annuels. On peut citer le Festival du Blues autour du Zinc en mars. En mai se déroulent le Festival International de Violoncelle de Beauvais qui ont vu la création, par des violoncellistes de premier plan (Gary Hoffman, Yo-Yo Ma, János Starker, Ernst Reijseger), d'œuvres importantes commandées à des compositeurs contemporains d'envergure internationale (dont Kaija Saariaho). Le Festival a donné lieu à la création de la fondation de l'Octuor de violoncelles, dirigé par le violoncelliste Jacques Bernaert. En juin ont lieu les fêtes Jeanne Hachette et de juin à septembre se déroulent les Scènes d'été. De juillet à août se déroule Beach Beauvais. La "fête à carotte" à Voisinlieu a lieu le premier dimanche de septembre et Pianoscope en octobre. Et depuis l'été dernier, un festival de musiques actuelles a lieu à l'Elispace de Beauvais, le mix up festival. Le cinéma n'est pas en reste grâce au Festival international du film de Beauvais, né en 1991, qui a désormais lieu en octobre et qui a accueilli certaines des plus grandes vedettes du cinéma international (Charlton Heston, Tony Curtis, Tippi Hedren, Ray Harryhausen) et français (Jean-Jacques Annaud, Jean-Pierre Jeunet, Micheline Presle, Jean Carmé, Patrice Leconte, Claude Brasseur, Georges Lautner).

### Patrimoine

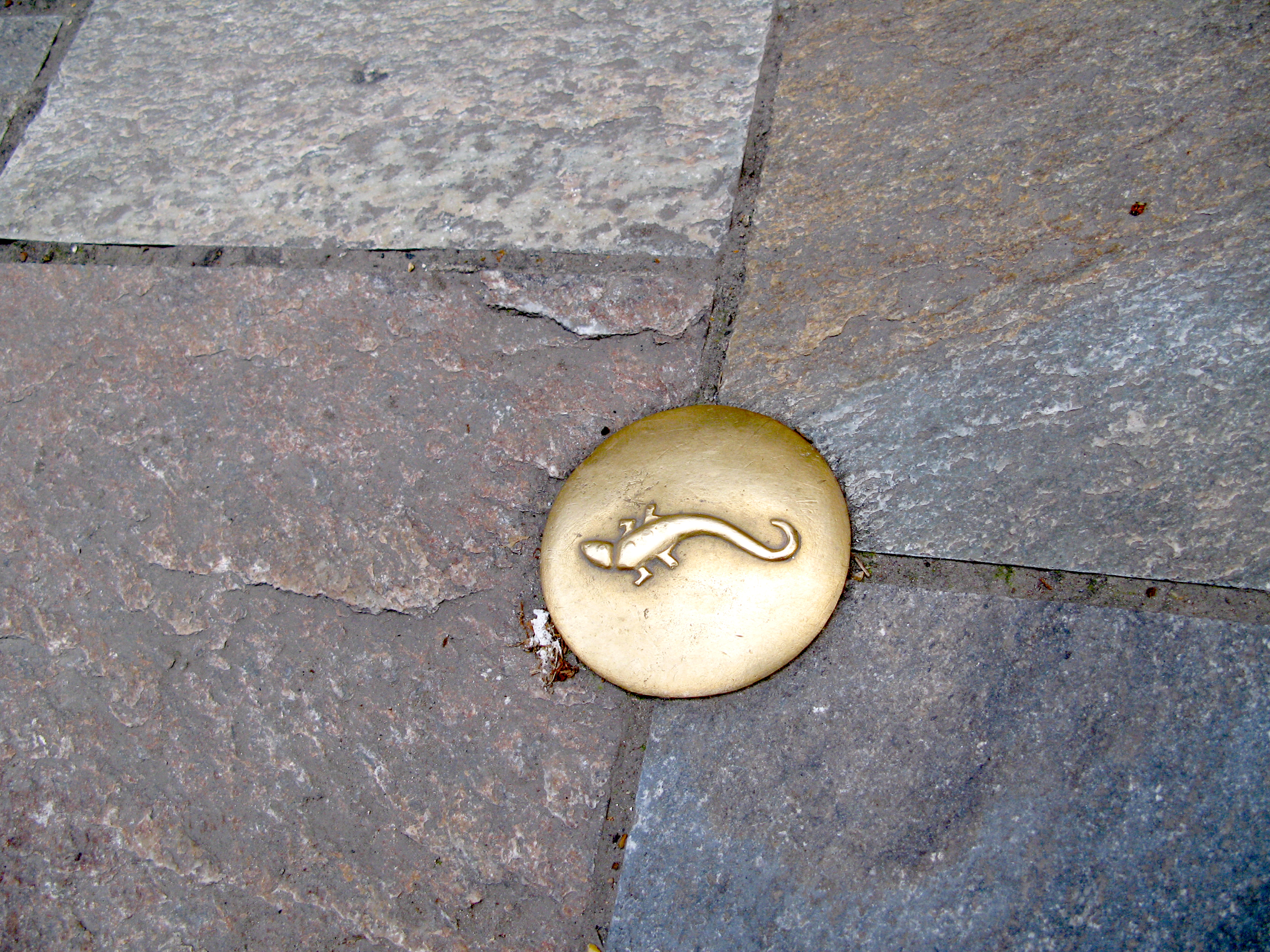
Salamandre de laiton.

Des repères fixés de point en point sur le pavage permettent un guidage des touristes découvrant les endroits les plus remarquables de la ville (et en particulier les quelques maisons du Moyen Âge qui demeurent encore après l'incendie de 1940).
Beauvais possède quatre fleurs depuis 2004, a gagné le Grand Prix National de Fleurissement de 2006, le prix Fleur d'Or en 2009 et représente la France au concours 2010 de l'Entente Florale Européenne avec Guyencourt-Saulcourt, organisés par l'association « Concours des villes et villages fleuris ». La ville possède également quatre arobases attribués par l'association Ville Internet,, deux prix « Territoria »,, l'écolabel Pavillon Bleu d'Europe depuis 2005 pour le Plan d'eau du Canada, le trophée Éco Actions pour la catégorie « sensibilisation/éducation » de 2008 décerné par l'association « Les Éco Maires » et le label Tourisme et Handicap en 2010.

#### Monuments civils

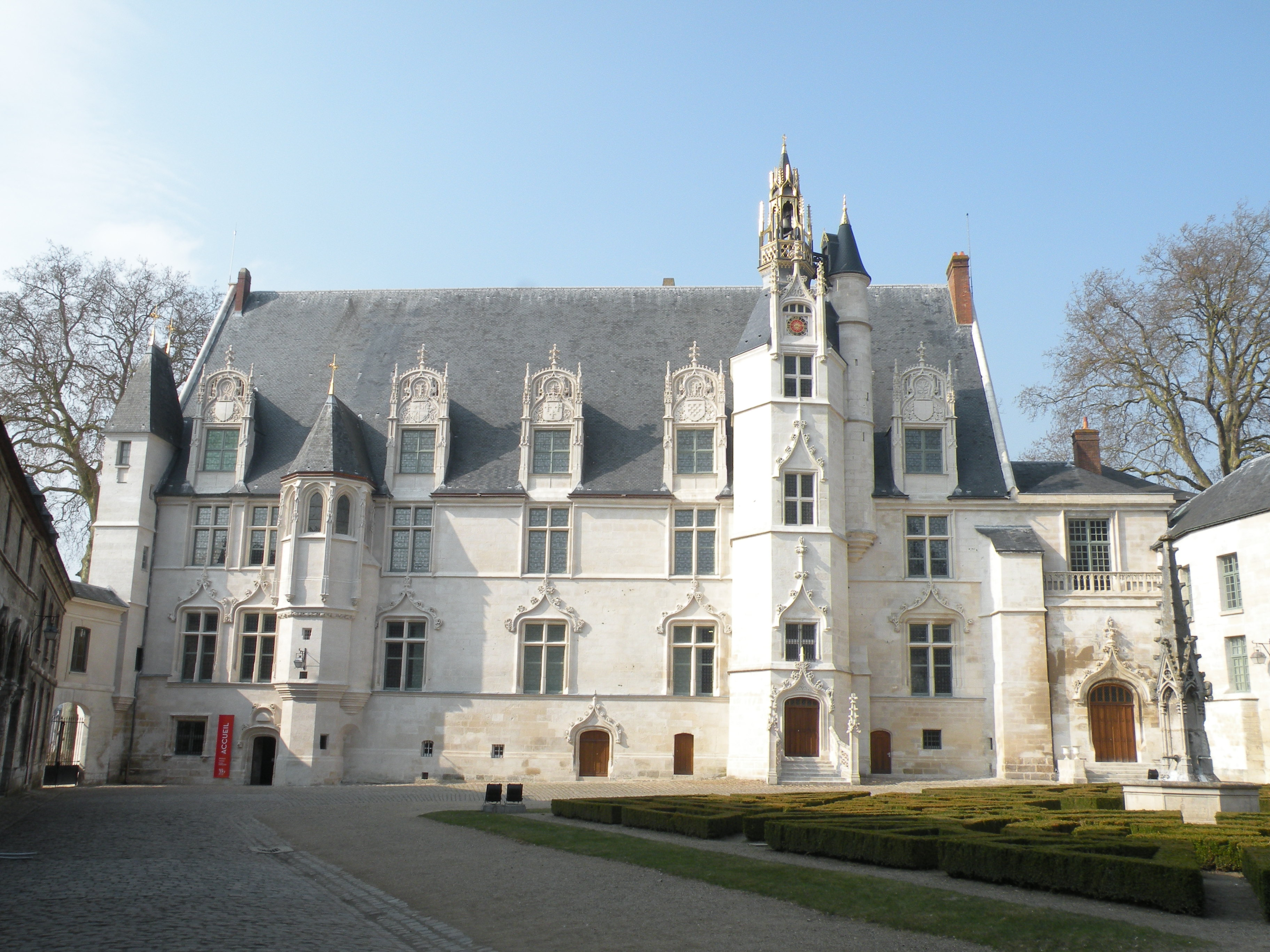
Le musée départemental de l'Oise se trouve dans l'ancien palais épiscopal de Beauvais.

La Maladrerie Saint-Lazare de Voisinlieu, rue de Paris avec chapelle est l'ensemble hospitalier médiéval le mieux conservé du Nord de l'Europe occidentale avec ses bâtiments des XIIe et XIIIe siècles.
Les collections du musée départemental de l'Oise sont abritées par l'ancien palais épiscopal, construit au XVIe siècle en partie au-dessus des anciennes fortifications gallo-romaines.
Avant l'incendie de 1940, on pouvait voir autour de la place de l'hôtel de ville et de la cathédrale, de nombreuses maisons datant du XIIe au XVIe siècle.
En face de l'hôtel de ville de Beauvais, construit en 1752, se dresse depuis 1851 la statue de Jeanne Hachette.
Le monument aux morts est érigé en face de l'Hôtel-Dieu, où se trouvait l'hôpital jusque dans les années 1980.
La Galerie nationale de la tapisserie de Beauvais a été construite sur les plans de l'architecte André Hermant en 1964 à proximité de la cathédrale. La Galerie longe au nord et à l'est les anciens remparts gallo-romains. Elle a été inaugurée en 1976 pour rendre à la ville de Beauvais sa tradition historique de haut lieu de la tapisserie après la destruction des bâtiments de la manufacture en juin 1940. Dans cette galerie ont été présentées des expositions temporaires qui reflètent la richesse des collections de tapis, tapisseries et de meubles du Mobilier national. Devenue la propriété de la ville de Beauvais, la Galerie nationale de la tapisserie est devenue Le Quadrilatère en 2016. Accueillant à la fois des expositions temporaires et le futur centre d'interprétation de l'architecture et du patrimoine, le projet du lieu est d'articuler dans un ensemble cohérent patrimoine et création contemporaine.
La « maison Gréber » est une ancienne manufacture de grès artistique, décorée avec la propre production de l'artiste. De nombreuses maisons de Beauvais des années 1900 sont décorées d'éléments issus de cette manufacture.

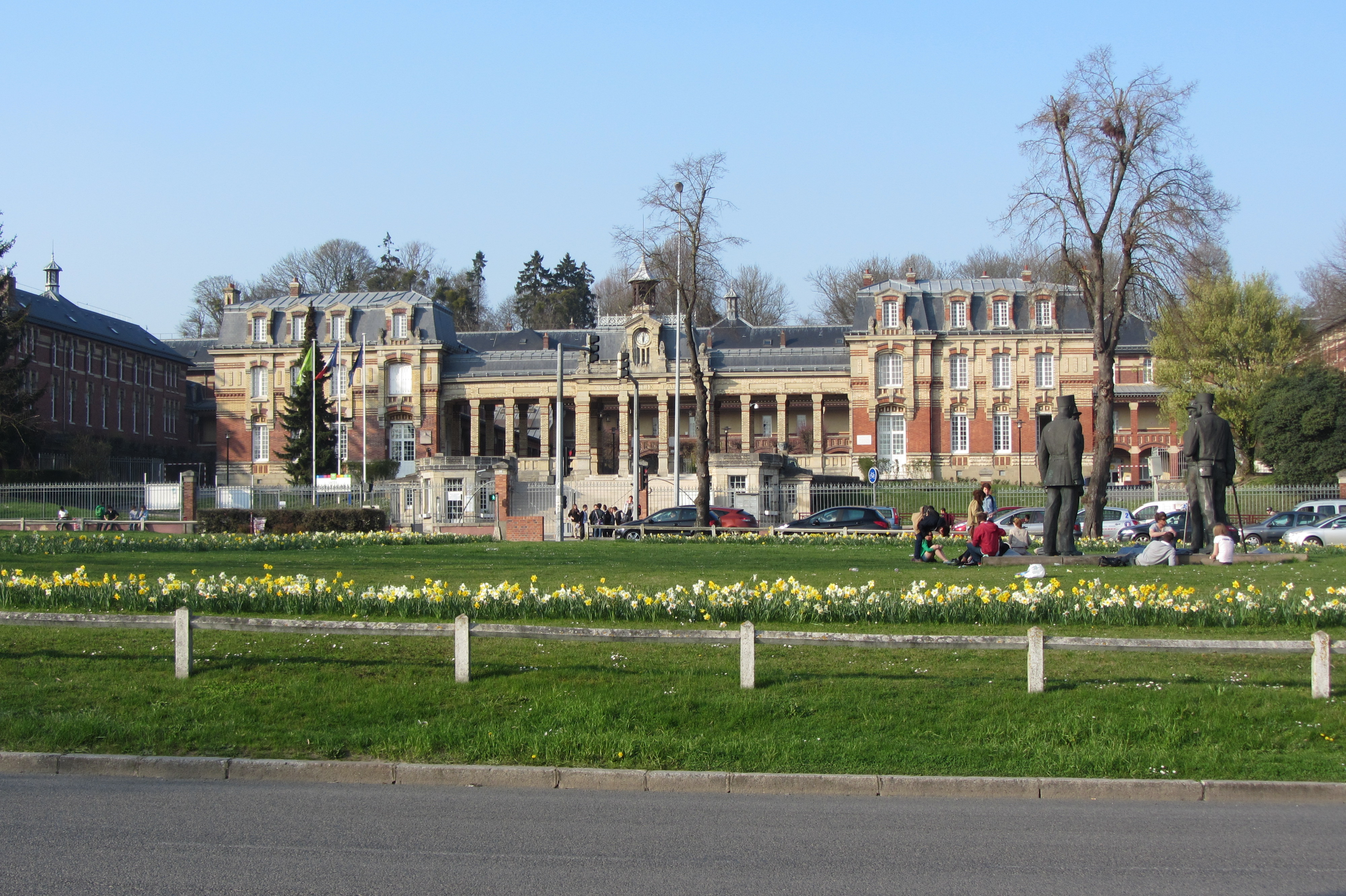
Lycée Félix Faure
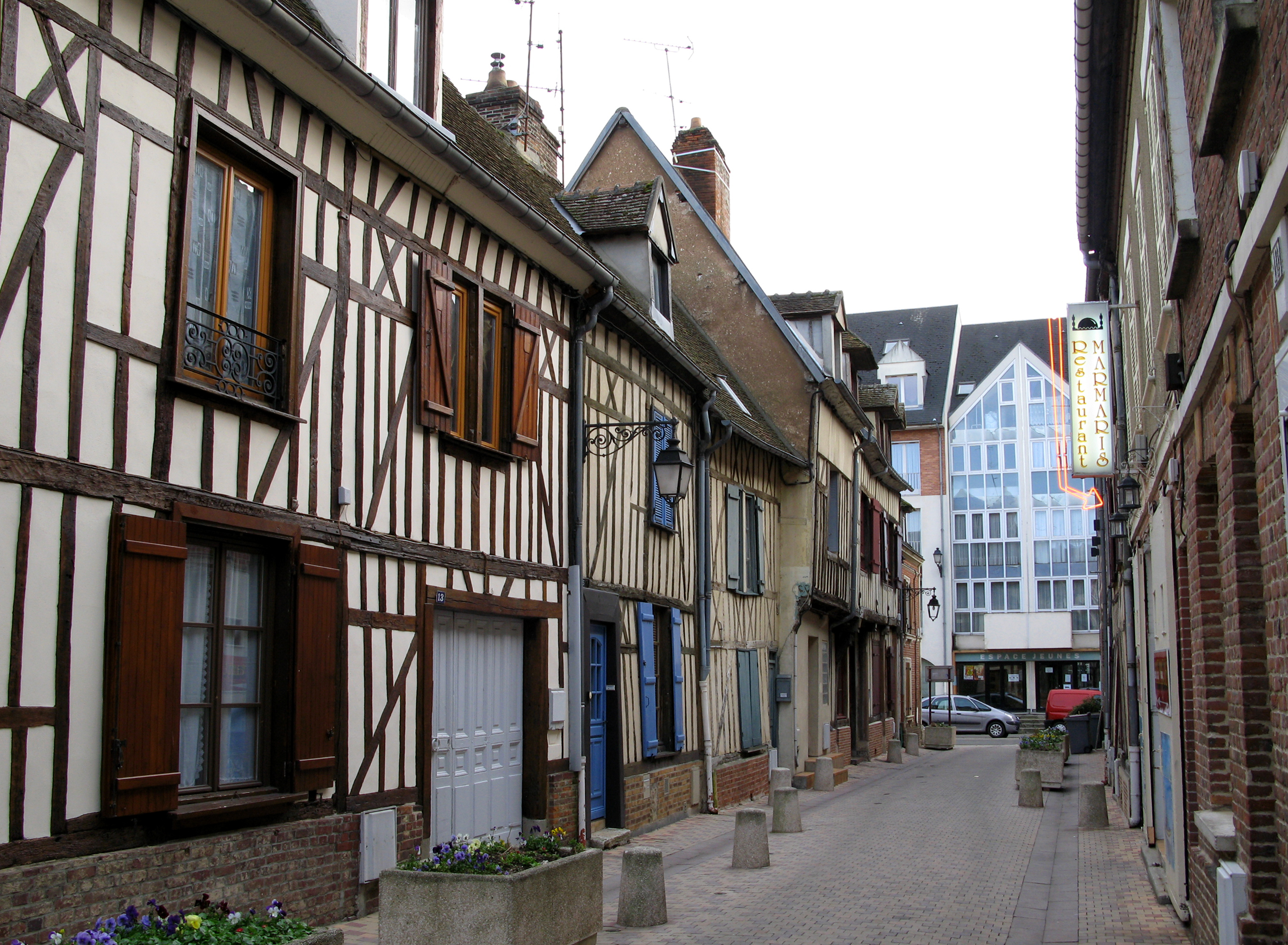
Maisons anciennes dans la rue d'Alsace.
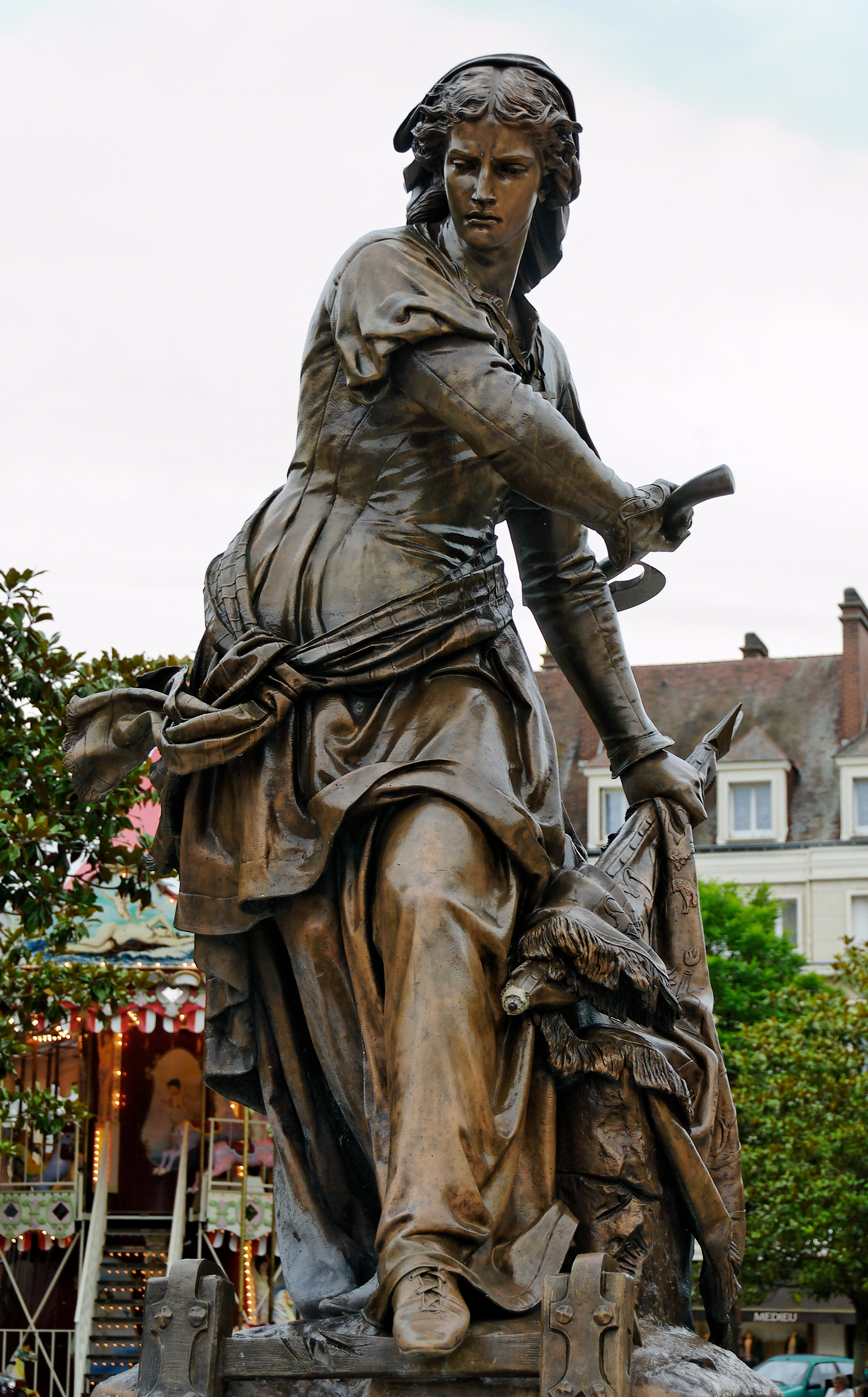
Statue de Jeanne Hachette
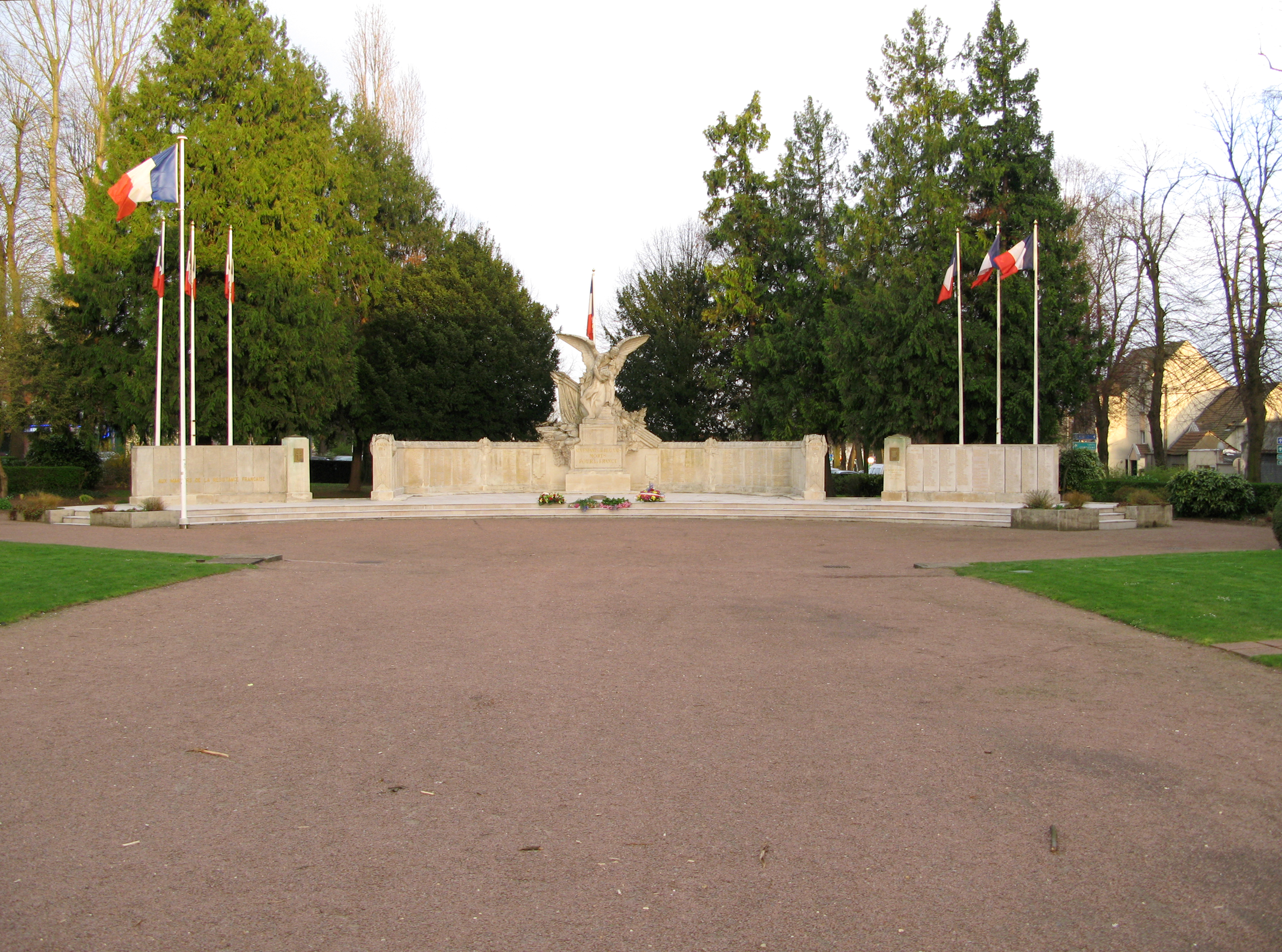
Monument aux morts
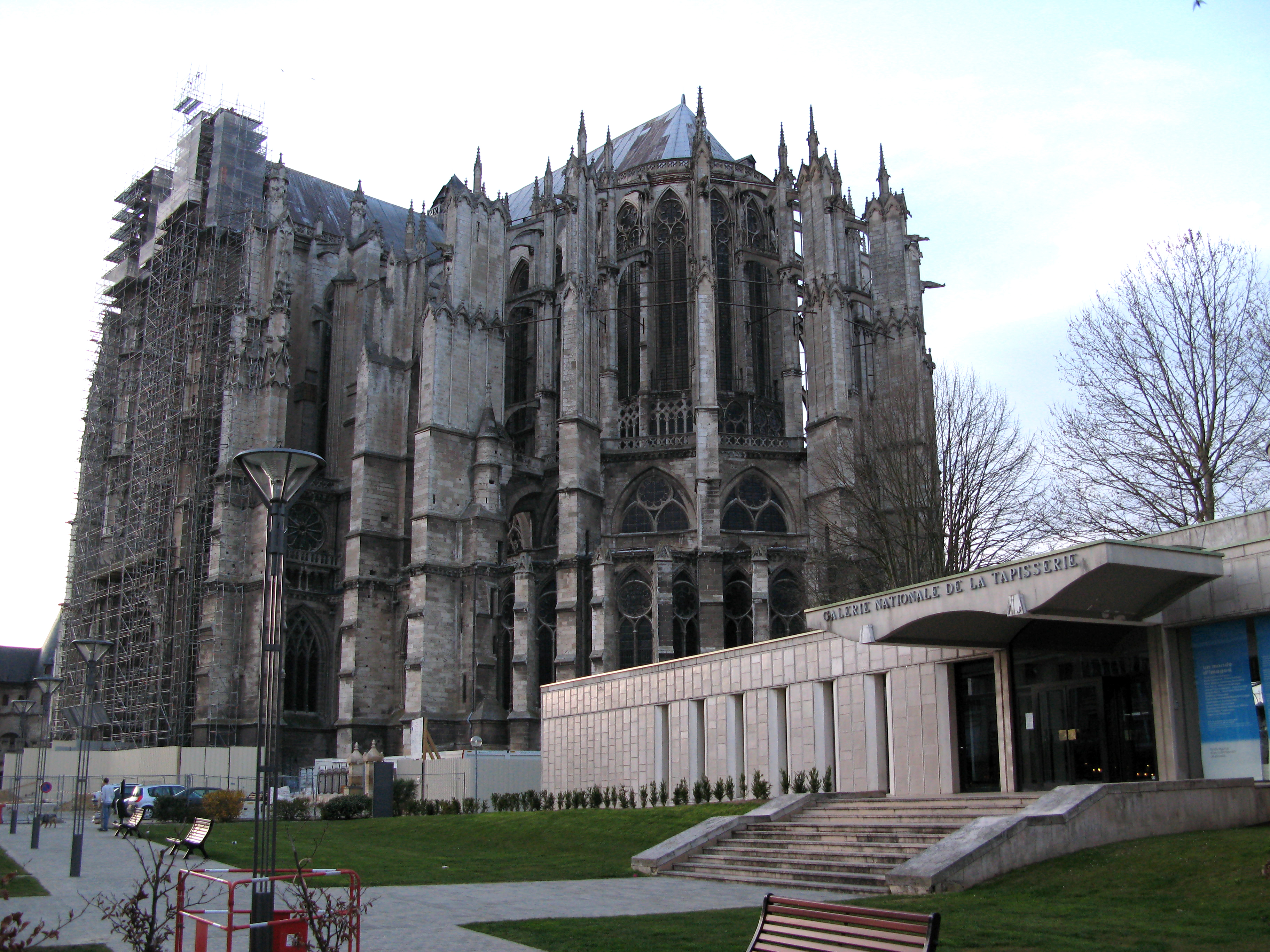
La Galerie nationale de la tapisserie, à proximité immédiate de la cathédrale.

#### Monuments religieux

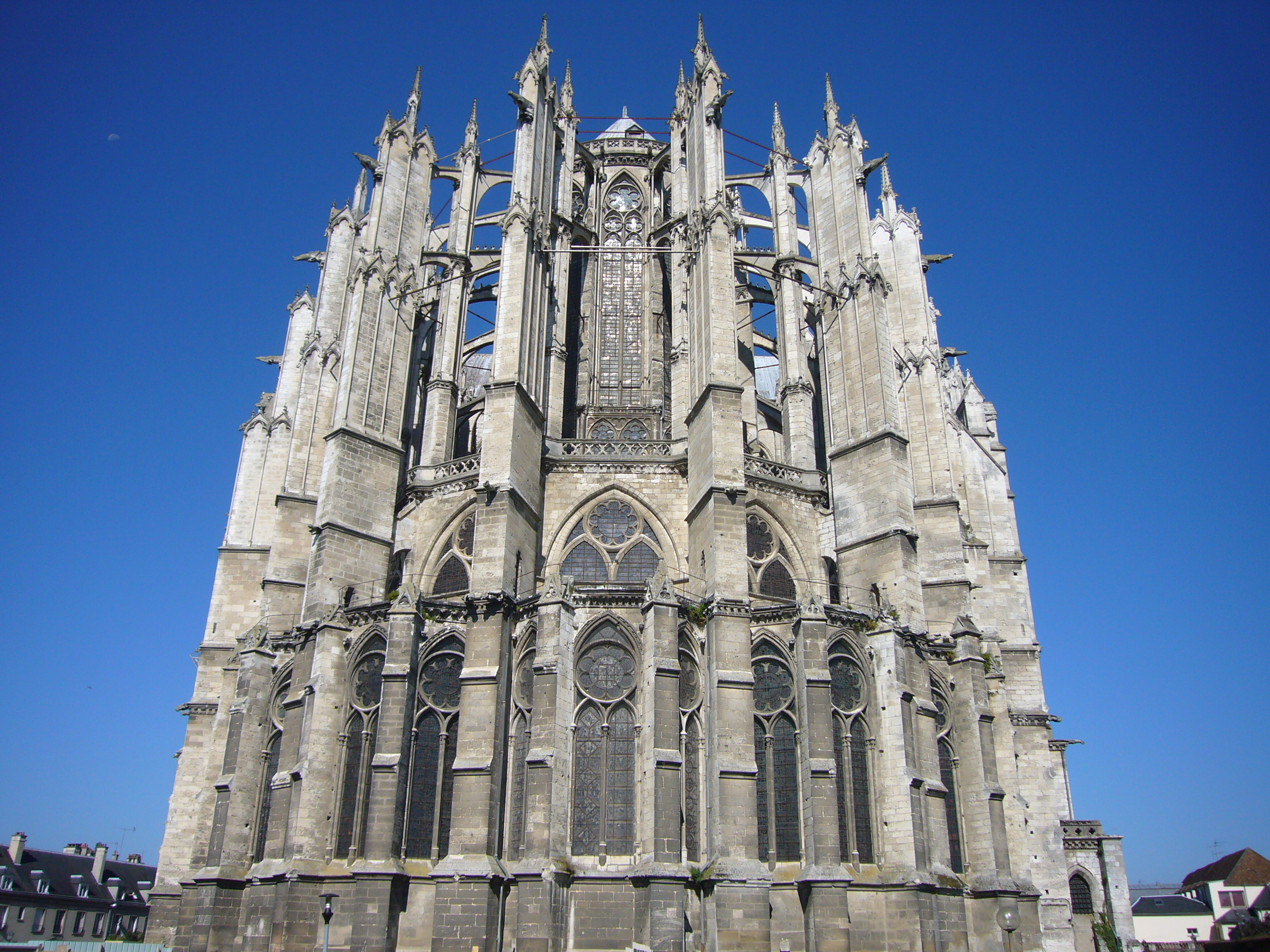
Cathédrale Saint-Pierre.

La cathédrale Saint-Pierre, rue Saint-Pierre, est un chef-d'œuvre de l'architecture gothique. Elle présente la particularité de ne pas avoir de nef complète, et possède le chœur gothique le plus élevé du monde. À la suite d'un incendie dans la première cathédrale (devenue église paroissiale Notre-Dame-de-la-Basse-Œuvre) datant du Xe siècle, il fut décidé de bâtir en 1225 une nouvelle cathédrale. De la Basse-Œuvre (cathédrale primitive) ne reste qu'une partie de la nef accolée au transept de la cathédrale actuelle, la Haute-Œuvre. La construction de la cathédrale fut longue. Un effondrement d'une partie des voûtes du chœur de la cathédrale nécessita des travaux, achevés vers 1347. Puis la guerre de Cent Ans stoppa les travaux. La construction du transept ne débuta que 150 ans après la fin du chantier du chœur. Une flèche fut également construite, mais elle s'effondra rapidement. La reconstruction des voûtes du transept consomma les fonds réservés à la construction d'une nef, qui reste ainsi limitée à une unique travée. En 1840, la cathédrale est classée aux monuments historiques. À Beauvais, comme pour toutes les cathédrales, les travaux d'entretien ne cessent jamais. Dans les années 1960, l'architecte Jean-Pierre Paquet fit enlever les tirants métalliques fixés entre les arcs-boutants, pensant qu'ils n'étaient pas d'origine. C'était une grave erreur car la cathédrale se mit à osciller dangereusement. À la fin des années 1990, on les remit en place avant la catastrophe. Depuis les années 2000, l'architecte Poncelet a entrepris de nombreux et intéressants travaux : réfection de la toiture en plomb, fouilles dans la Basse-Œuvre et réouverture de l'entrée de la cathédrale par la Basse-Œuvre, pose d'une grande croix avec les clés de Saint-Pierre au faît du chœur, restauration de la salle Saint-Pierre au nord-ouest de la cathédrale, etc.

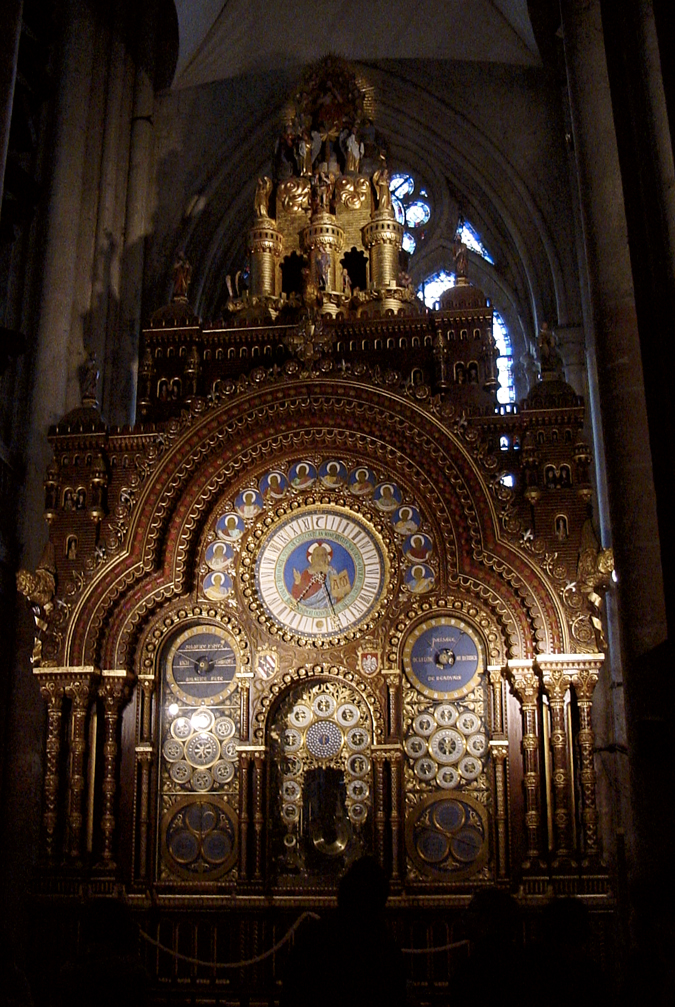
Horloge astronomique de Beauvais.

L'horloge astronomique de la cathédrale Saint-Pierre de Beauvais en Picardie est considérée comme un chef-d'œuvre du genre, construite par Auguste-Lucien Vérité au XIXe siècle. Construite entre 1865 et 1868 à la demande de l'évêque de Beauvais Joseph-Armand Gignoux par Auguste-Lucien Vérité, célèbre maître horloger de Beauvais qui fut également à l'origine de l'horloge astronomique de Besançon. Sa décoration est inspirée de la Bible catholique. Sur la façade principale, comme sur les deux façades latérales, se trouvent des cadrans (52 en façade). Ils donnent la mesure du temps dans l'Univers ainsi que la représentation des principaux phénomènes astronomiques. En partie haute, 68 automates s'animent lors de la scène du Jugement dernier. Quelques instants avant l'heure, le coq chante et bat des ailes. Quand l'heure sonne, le Christ, assis dans sa gloire, fait signe aux anges de jouer de la trompette. Bientôt le jugement a lieu, la Vertu est conduite au ciel par un ange, tandis que le Vice est poussé en enfer par un diable hideux.
- L'Abbaye Saint-Quentin, place de la Préfecture (préfecture).
- Les derniers vestiges de l'ancienne abbaye Saint-Lucien, rue Saint-Lucien, première abbaye de la ville et du département, fondée en 585, sont protégés au titre des monuments historiques : il reste un fragment de son ancienne enceinte, ainsi qu'une tour.
- L'église Saint-Étienne, rue de l'Étamine, supporte, sur l'un des deux portails de son transept, une sculpture nommée « roue de la Fortune » représentant la vie de l'homme de sa naissance jusqu'à sa mort. À l'intérieur, on peut aussi contempler plusieurs curiosités. La première est l'ensemble de très beaux vitraux, dont l'arbre de Jessé, représentant l'arbre généalogique du Christ. Ce vitrail peint par Engrand Leprince est à dominance d'un bleu dont on a aujourd'hui oublié la formule. Il y a aussi une très curieuse statue de sainte Wilgeforte, vierge crucifiée par son père en raison de sa foi. Cet édifice a la particularité d'avoir une nef romane et un chœur gothique, reconstruit au XVIe siècle.
- L'église Notre-Dame-de-la-Basse-Œuvre, rue du Musée.
- L'église Notre-Dame de Marissel, rue de Marissel du XIe siècle et XVIe siècle, représentée dans un tableau de Camille Corot (1866) au musée du Louvre.
- L'église de Notre-Dame-du-Thil, rue Notre-Dame-du-Thil .
- L'église Saint-Jacques, rue de Paris date de la fin du XIXe siècle.
- L'église de Saint Just-des-Marais, rue Bergerette.
- L'église Saint-Jean-Baptiste, rue des Métiers.
- L'église Saint-Jean-Marie Vianney, rue de Gascogne.
- Les vestiges de la collégiale Saint-Barthélemy, rue Saint-Pierre de Beauvais.
- La chapelle de Bracheux, rue Lesieur, vestige de l'ancienne église du village de Bracheux.
- La chapelle Saint-Joseph, rue Nully d'Hécourt du XIXe siècle.
- La chapelle du centre Hospitalier, rue de la Mie du Roy ;
- La chapelle du cimetière général, rue de Calais ;
- La chapelle de Notre-Dame-du-Thil, rue Saint-Lucien ;
- La chapelle ancien couvent des Ursulines, rue des Jacobins ;
- La chapelle du lycée Jeanne Hachette, boulevard Amyot D'Inville ;
- La chapelle du monastère du Carmel, rue Louis Prache ;
- La chapelle Saint-Vincent-de-Paul, boulevard du Général De Gaulle ;
- La chapelle du Bureau des Pauvres rue Gesvres ;
- La chapelle de la Compassion, rue d'Amiens (maison de retraite).

### Équipements culturels

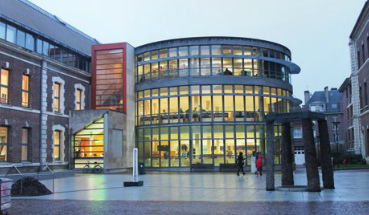
Médiathèque du centre-ville de Beauvais (agglomération du Beauvaisis)

- Médiathèque du centre-ville de Beauvais (agglomération du Beauvaisis)Médiathèques : En 1817, la municipalité ouvre sa première bibliothèque municipale. Dans l'intervalle, des médiathèques de proximité (St-Jean, Argentine, St-Lucien) ainsi qu'un point-lecture (St-Just-des-Marais) sont venus compléter l'offre de la médiathèque du centre-ville. Jugées équipements d'intérêt communautaire, les médiathèques de Beauvais sont transférées en 2005 à la Communauté d'Agglomération du Beauvaisis. En 2011, la médiathèque de Milly-sur-Thérain a été à son tour transférée au réseau des médiathèques du Beauvaisis. En plus d'offrir tous les services d'une médiathèque moderne (prêts et consultations de livres, CD, DVD, consultation Internet, animations culturelles...), les médiathèques possèdent un fonds de livres anciens dont quelques-uns sont particulièrement précieux (l'Epitre d'Othéa de Christine de Pisan, le Livre d'heures, datant du XVe siècle tous les deux)[224]. À noter également la collection des Bucquet-aux-Cousteaux (somme de documents administratifs et notariaux sur le Beauvaisis compilée au XVIIIe siècle par des érudits) entièrement numérisée en 2004 par la BNF et accessible en ligne[225].
- Centre des Arts du Cirque et de la Rue "La Batoude"
- Musée départemental de l'Oise
- Le Quadrilatère (anciennement Galerie nationale de la Tapisserie)
- Musée du dirigeable R101
- Théâtre du Beauvaisis, reconnu Scène nationale en décembre 2019[226]
- Cinespace
- Cinéma Agnès Varda (ASCA)
- Elispace : 4 400 places, situé à la sortie de la ville près de l'aéroport.
- Ouvre Boite (ASCA) : 600 places, labellisé SMAC et situé dans le quartier Argentine au pied de la tour la plus haute de Beauvais (le château d'eau).

### Personnalités liées à la commune

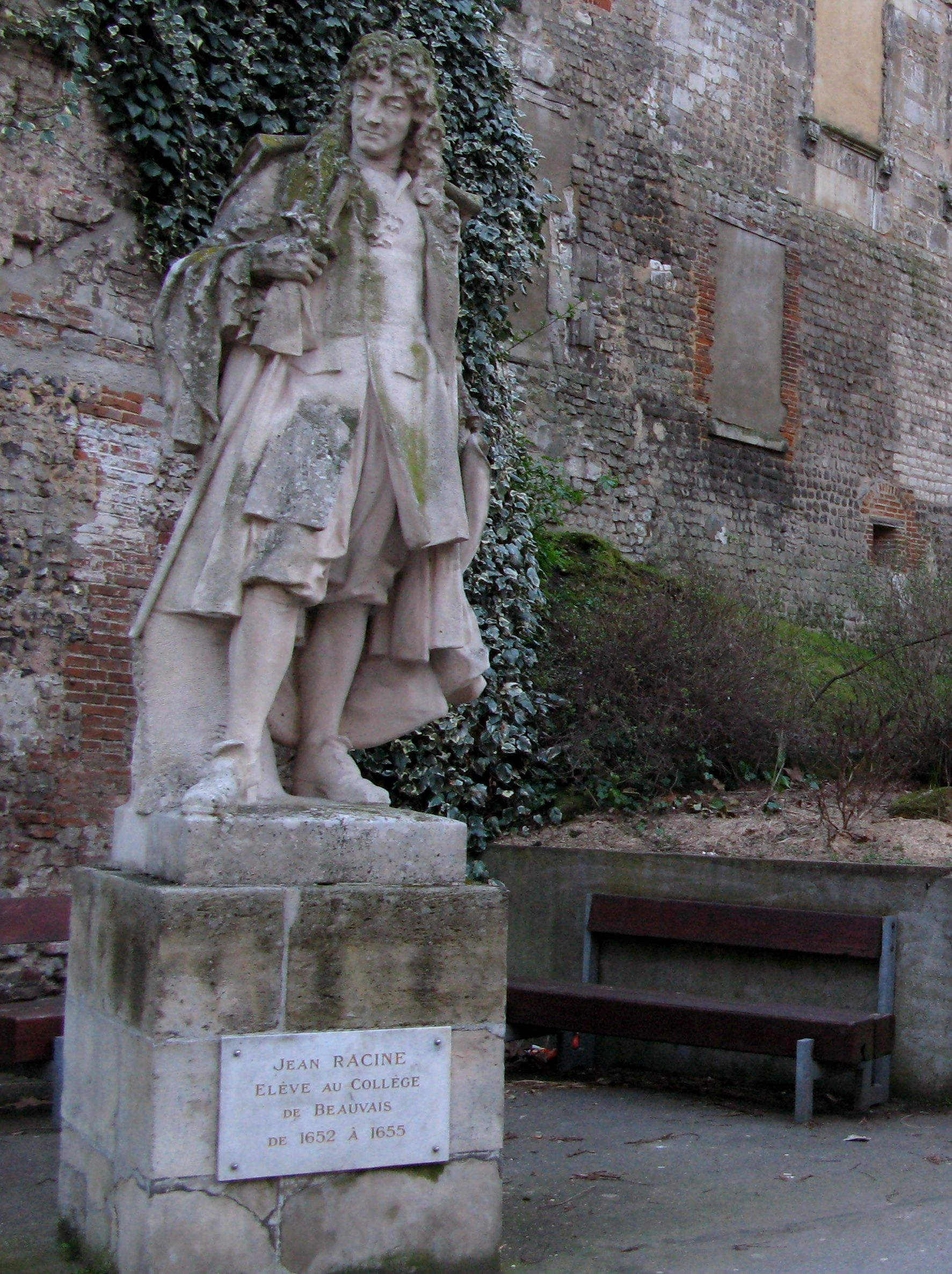
Statue de Jean Racine, en contrebas des remparts.

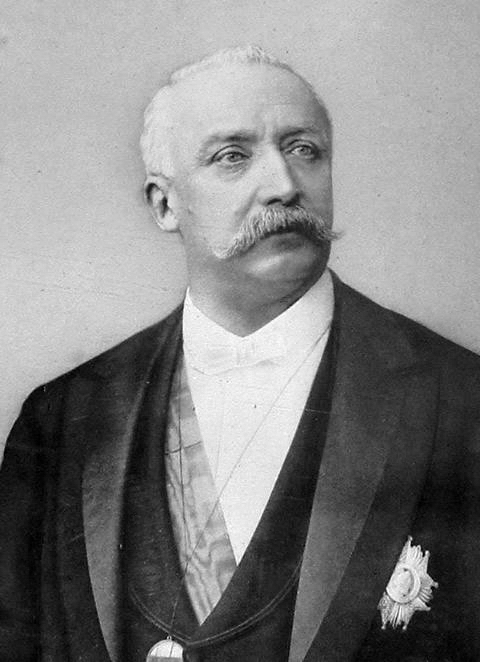
Félix Faure fut le 7e président de la République.

- Corréus ou Corréos chef des Bellovaques, peuple gaulois localisé près de la ville moderne de Beauvais, à la tête d'une coalition constituée d'Ambiens, d'Atrébates, d'Auleurques, de Calètes et de Véliocasses en 51 av. J.-C. contre Jules César ;
- Lucien de Beauvais, saint catholique romain qui vécut au IIIe siècle, 1er évêque de Beauvais ;
- Foulcoie de Beauvais, religieux et auteur français du XIe siècle, né probablement à Beauvais avant 1040 et mort à Meaux vers 1110 ;
- Hélinand de Froidmont (v.1160-1230), écrivain ecclésiastique et poète (« à Beauvais, il fut parfois honoré comme un saint[227],[228]»…) ;
- Vincent de Beauvais (v.1190-v.1267), moine dominicain français, auteur du Speculum naturale, encyclopédie constituant un panorama des connaissances du Moyen Âge ;
- Philippe de Beaumanoir (1250-1296), auteur des Coutumes de Beauvaisis et fils de Philippe de Remi (sans accent) ou Philippe de Rémi sire de Beaumanoir, poète - une rue porte son nom ;
- Pierre Cauchon (1371-1442), évêque de Beauvais, accusateur de Jeanne d'Arc ;
- Jean Michel (1387-1447), né à Beauvais, conseiller de Louis II d'Anjou puis évêque d'Angers ;
- Guillaume de Hellande, évêque de Beauvais, mort en 1462 à Gerberoy, inhumé dans le cœur de la cathédrale ;
- Jehan Régnier, poète français (1393-1468) qui, enfermé dans la tour Beauvisage, une des deux grosses tours du palais épiscopal (aujourd'hui MUDO - Musée de l'Oise), y rédige ses poésies réunies sous le nom de Fortunes et adversités ;
- Jeanne Lainé, dite Jeanne Hachette (1454-?), héroïne de Beauvais ;
- Martin Chambiges (v. 1460-1532), architecte parisien, auteur du transept et de ses façades de la cathédrale Saint-Pierre de Beauvais ;
- Philippe de Villiers de L'Isle-Adam (1464-1534), 44e grand maître de l'ordre de Saint Jean de Jérusalem (à Malte), y est né ;
- Antoine Caron (1521-1599), maître verrier, illustrateur et peintre français maniériste de l'école de Fontainebleau, y est né ;
- Antoine Loysel (1536-1617), jurisconsulte resté célèbre parmi les juristes pour avoir collecté les principes généraux de l'ancien droit coutumier français, y est né
- Eustache Du Caurroy, (1549-1609), compositeur français baptisé à Beauvais le 4 février 1549. Le Conservatoire de musique de Beauvais a pris le nom de ce compositeur en 2008 ;
- Quentin Varin (vers 1570-1634), peintre français de la seconde école de Fontainebleau, y est né ;
- Gui Patin (1601-1672), médecin et un épistolier français, a étudié à Beauvais ;
- Nicolas Choart de Buzenval (1611-1679), humaniste, Évêque-comte de Beauvais, janséniste ;
- Catherine Bellier (1614-1689), baronne de Beauvais, premier amour de Louis XIV ;
- Pierre Louvet (1617-1684), historien, archiviste et historiographie. Il est l'un des rares historiens du XVIIe siècle à avoir travaillé comme archiviste et le seul à s'être spécialisé dans l'histoire locale.
- Godefroy Hermant (1617-1690), chanoine de Beauvais, un prêtre catholique, historien et théologien janséniste, qui fait de l'évêché et du séminaire de la ville un centre de ce mouvement religieux ;
- Jean-Marie Ricard (1622-1678), jurisconsulte français, l'un des plus célèbres avocats consultants du Parlement de Paris, y est né ;
- Jean Foy-Vaillant (1632-1706), numismate formé au Collège de Beauvais et mort dans cette ville ;
- Jean Racine (1639-1699), dramaturge, a étudié à Beauvais ;
- Jean-Baptiste Dubos dit l'abbé Dubos (1670-1742), homme d'église, diplomate et historien, y est né ;
- Nicolas Lenglet Du Fresnoy (1674-1755), érudit français, historien, géographe, philosophe, encyclopédiste et bibliographe de l'alchimie, y est né ;
- Jean-Baptiste Oudry (1686-1755, peintre et graveur français. Il est surtout célèbre pour ses peintures de chiens de chasse, ses natures mortes animalières et ses animaux exotiques, qui fut chargé par Louis Fagon de rétablir la manufacture de Beauvais tombée alors en décadence. Il meurt à Beauvais ;
- Pierre Restaut (1696-1764), juriste et grammairien français, y est né ;
- François Nicolas Pascal de Kerenveyer (1729-1794), général des armées de la République, né à Roscoff, mort à Beauvais.
- Charles Vincent du Plaquet (1730-1811), homme politique né à Beauvais, député du tiers état aux États généraux de 1789.
- Lucien David (1730-1806), homme politique né et décédé à Beauvais, député du clergé aux États généraux de 1789.
- Louis Joseph Marie Achille Goujon (1746-1826), homme politique, député de l'Oise[229][pourquoi ?].
- Claude Henri Belgrand de Vaubois (1748-1839), général des armées de la République, y est mort ;
- Jacques Cambry, (1749-1807), premier préfet de l'Oise, nommé par Napoléon : une salle à la préfecture et au MUDO - Musée de l'Oise ainsi qu'une rue lui rendent hommage pour son action en tant que préfet de l'Oise et son ouvrage Description du département de l'Oise en deux volumes ;
- Pierre Étienne Nicolas Germer Dubout (1753-1804), homme politique, député de l'Oise de 1791 à 1792.
- Antoine Le Maire d'Arion (1759-1833), né à Beauvais, magistrat et homme politique, maire de Nivillers, député de l'Oise.
- Noël-Étienne Henry (1769-1832), pharmacien et chimiste, né à Beauvais ;
- François Watrin (1772-1802), général d'Empire, y est né ;
- Louis Frédéric Fouquier-Long (1780-1842), manufacturier et homme politique français né à Beauvais, maire de Déville-lès-Rouen, député de la Seine-Maritime.
- Casimir Carbonnier (1787-1873), peintre français, y est né ;
- Louis Graves (1791-1857), géologue, botaniste, archéologue et ethnologue français, fonctionnaire à la préfecture à Beauvais de 1817 à 1842, auteur des trente-quatre Précis statistiques sur les cantons de l'Oise et de plusieurs autres ouvrages historiques et de botanique sur le département de l'Oise ;
- Jean-Baptiste Baillière (1797-1885), éditeur et libraire français, y est né ;
- Fanny Dénoix des Vergnes (1798-1879), femme de lettres, surnommée « la muse de l'Oise », morte à Beauvais ;
- Jules Lescuyer d'Attainville (1809-1882), homme politique né à Beauvais, député du Var puis des Alpes-Maritimes.
- Augustine Dallemagne (1821-1875), artiste peintre française, y est née ;
- Alphonse Bouvret (1831-1898), dramaturge et journaliste, y est né ;
- Félix Faure (1841-1899) président de la République, qui a étudié au collège de Beauvais qui se trouvait rue Jean-Racine. Un lycée de Beauvais porte aujourd'hui son nom ;
- Henri-Léon Gréber (1854-1941), sculpteur, médailleur et céramiste, né à Beauvais ;
- Auguste Delaherche, né à Beauvais en 1857, céramiste français, pionnier et l'un des plus reconnus du style art nouveau ;
- Jean-Georges Huyot dit George Auriol (1863-1938), poète, chansonnier, peintre, graphiste et créateur de caractères typographiques dont Hector Guimard s'inspire pour le lettrage des stations du métro parisien né à Beauvais, y est né ;
- Édouard Dubus (1864-1895), avocat, écrivain, poète symboliste, et chroniqueur littéraire, cofondateur du Mercure de France, rattaché au mouvement du décadentisme fin-de-siècle, y est né ;
- Philéas Lebesgue (1869-1958), écrivain français à la fois poète, romancier, essayiste, traducteur et critique littéraire au  Mercure de France[230], y a étudié. Auteur d'articles sur le Portugal en 1911 dans La République de l'Oise à Beauvais, puis éditorialiste de 1919 à mai 1941 (une vingtaine d'éditoriaux par an) et de septembre 1944 à 1950 dans L'Oise libérée, nouveau titre qui lui a succédé. Son buste, érigé à l'initiative de la Société des Amis de Philéas Lebesgue en 1969, est visible boulevard du Général-de-Gaulle à Beauvais ;
- Félix Dévé (1872-1951), médecin connu pour ses travaux sur l'échinococcose, né à Beauvais ;
- Henri-Léon Lebesgue (1875-1941), un des grands mathématiciens français de la première moitié du XXe siècle, né à Beauvais ;
- Hubert Amyot d'Inville (1909-1944), un des premiers Français libres de l'été 1940, y est né ;
- André Boulloche (1915-1978), membre de la SFIO, compagnon de la Libération, haut fonctionnaire et élu local, élève au lycée de Beauvais ;
- Pierre Goubert (1915-2012), historien des sociétés et des mentalités d'Ancien Régime, auteur de la thèse Beauvais et le Beauvaisis de 1660 à 1730[Note 8], de nombreux autres ouvrages, professeur  d'histoire au lycée Félix-Faure de Beauvais.
- Hubert de Givenchy (1927-2018), couturier, entrepreneur, né à Beauvais ;
- Guy Grosso (Guy Marcel Sarrazin) (1933-2001), acteur , fantaisiste, né à Beauvais;
- Jean-Claude Decaux (1937-2016), l'inventeur des abribus et des vespasiennes à pièces, né à Beauvais ;
- Jean-Claude Annoux, (1939-2004), né à Beauvais, Jean-Claude Bournizien, auteur-compositeur-interprète ;
- Daniel Percheron (1942-), homme politique, né à Beauvais;
- François Beauvy (1944-), écrivain, romancier, nouvelliste, essayiste, lexicographe, docteur en langue et littérature françaises de l'université Paris-Nanterre[231], "prix du Beauvaisien de l'année" en 1992 pour son Dictionnaire picard des parlers et traditions du Beauvaisis[232] , responsable du centre de documentation de la préfecture de l'Oise à Beauvais jusqu'n 2002 ;
- Caroline Cayeux (1948), femme politique française, maire de Beauvais de 2001 à 2022, conseillère régionale de Picardie de 2004 à 2011, sénatrice de l'Oise de 2011 à 2017, ministre des Collectivités territoriales dans le gouvernement d'Elisabeth Borne de juillet à novembre 2022 et présidente de la communauté d'agglomération du Beauvaisis depuis 2004 ;
- Jean-François Mancel (1948-), administrateur civil de la fonction publique et homme politique, ancien député et président du conseil départemental de l'Oise, né à Beauvais ;
- Françoise Hostalier (1953-), femme politique, née à Beauvais;
- Alain Marc (1959-), poète et écrivain né dans le quartier de Voisinlieu (voir son livre Toute une vie, Nouvelles et autres textes paru chez Engelaere Éditions) ;
- Guillaume Vuilletet (1967-), député du Val-d'Oise ;
- Valéry Molet (1968-), romancier, essayiste et poète, né à Beauvais :
- Renaud Dély (1969-), journaliste de presse écrite, radio et télé, directeur de la rédaction du Nouvel Observateur-l'Obs de 2011 à 2016, puis directeur de la rédaction de Marianne de 2016 à 2018, depuis septembre 2018 journaliste à la matinale de France Info ;
- Sébastien Chenu, né à Beauvais, député du Nord depuis 2017 et vice-président de l'Assemblée nationale depuis 2022 ;
- Sébastien Perez (1975-), écrivain jeunesse ;
- Dominique Ansel (1978-), chef-pâtissier, né à Beauvais;
- Max Monnehay (1981-), romancière née à Beauvais ayant obtenu le Prix du premier roman.

#### Sportifs
- Marcel Communeau (1885-1971), joueur de Rugby à XV et international français
- Alain Bouflet (né en 1961), footballeur français, est né à Beauvais ;
- Eddy Seigneur (1969-), coureur cycliste, né à Beauvais, a remporté la dernière étape du Tour de France 1994 ;
- Arnaud Coyot (1980-2013), coureur cycliste né à Beauvais ;
- Guillaume Levarlet (1985-), coureur cycliste né à Beauvais ;
- Arnaud Démare (1991-), coureur cycliste né à Beauvais, champion de France de cyclisme sur route en 2014, 2017 et 2020 ;
- Anabelle Dreville (1991-), coureuse cycliste née à Beauvais ;
- Clément Lenglet (1995-), footballeur, né à Beauvais.

### Héraldique
| Blason de Beauvais | Blason  | De gueules au pal d'argent (un pieu d'argent vertical sur fond rouge) Devise / CriPalus ut hic fixus constans et firma manebo (Tel ce pieu fiché constante et ferme resterai.)                                                 |
| Blason de Beauvais | Détails | Ces symboles font référence au terrain marécageux sur lequel la ville est construite nécessitant l'utilisation de piliers en bois pour soutenir les fondations des bâtiments. Le statut officiel du blason reste à déterminer. |